# Bad Bunny/Auszeichnungen für Musikverkäufe

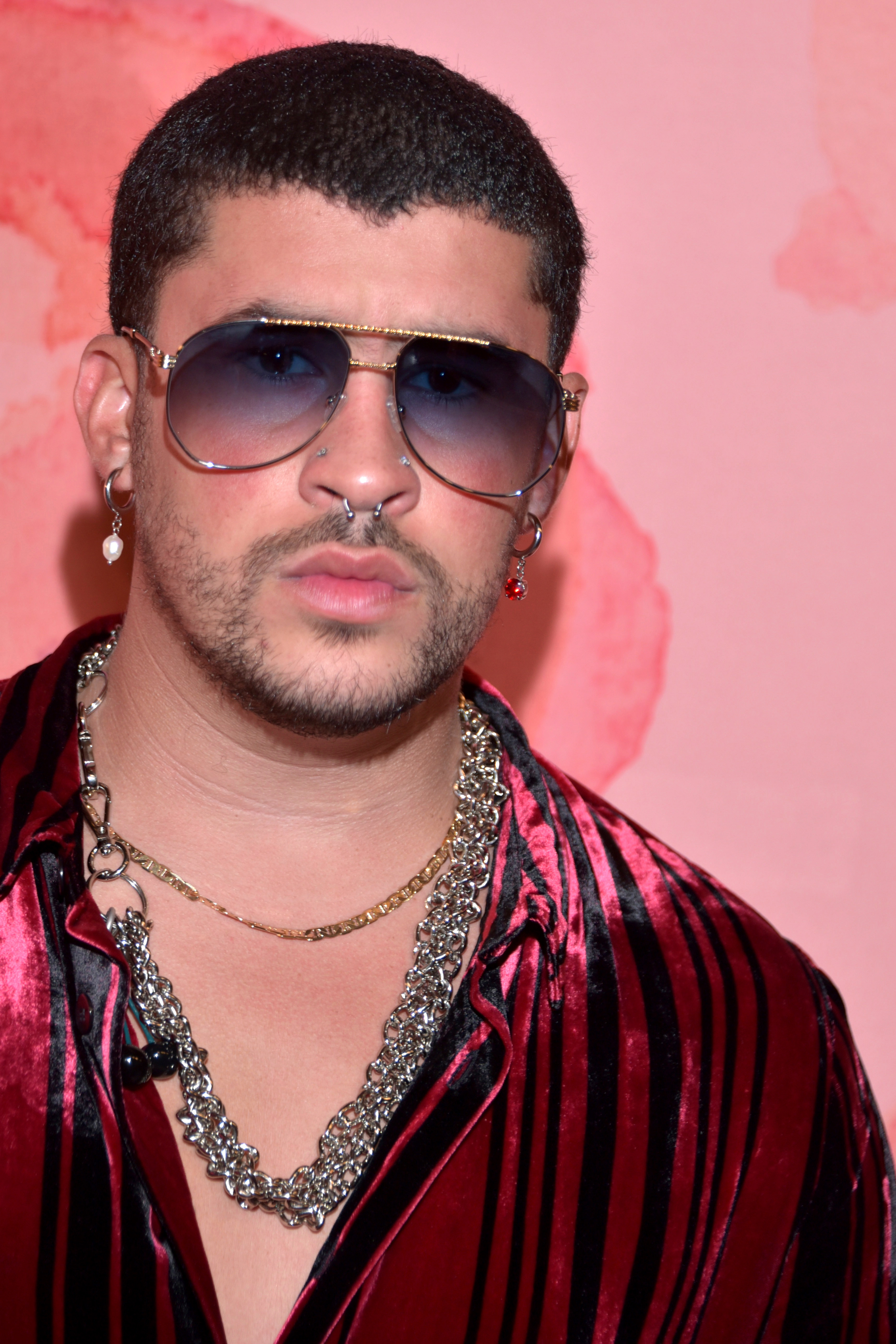
Bad Bunny (2019)

Dies ist eine Übersicht über die Auszeichnungen für Musikverkäufe des puerto-ricanischen Latin-Pop-Sängers Bad Bunny. Die Auszeichnungen finden sich nach ihrer Art (Gold, Platin usw.), nach Staaten getrennt in chronologischer Reihenfolge, geordnet sowie nach den Tonträgern selbst, ebenfalls in chronologischer Reihenfolge, getrennt nach Medium (Alben, Singles usw.), wieder.

## Auszeichnungen
| - Vereinigtes Königreich - 2024: für das Album Un verano sin ti - 2024: für die Single Dákiti - Argentinien - 2017: für die Single Mayores - 2018: für die Single I Like It - Australien - 2023: für die Single Un día (One Day) - Belgien - 2018: für die Single I Like It - 2025: für das Lied Nuevayol - Chile - 2017: für die Single Mayores - 2020: für die Single Un día (One Day) - Dänemark - 2021: für die Single Mia - 2024: für das Album Un verano sin ti - Ecuador - 2017: für die Single Ahora me llama - Frankreich - 2023: für das Lied La canción - 2023: für das Lied Me porto bonito - 2024: für die Single Monaco - 2025: für die Single Moscow Mule - 2025: für die Single Mayores - 2025: für die Single Baile inolvidable - 2025: für die Single Where She Goes - 2025: für das Lied Voy a llevarte pa’ PR - Griechenland - 2025: für das Lied DTMF - 2025: für das Lied Nuevayol - Italien - 2018: für die Single Mayores - 2018: für die Single El baño - 2018: für die Single Sensualidad - 2019: für das Lied Ni bien ni mal - 2019: für die Single Solita - 2019: für die Single Soy peor - 2021: für das Lied La noche de anoche - 2022: für das Album X 100pre - 2022: für das Album YHLQMDLG - 2023: für die Single Moscow Mule - 2023: für die Single K-pop - 2023: für das Lied Efecto - 2023: für die Single Hasta que Dios diga - 2024: für die Single Monaco - 2024: für das Album Nadie sabe lo que va a pasar mañana - 2024: für die Single Qué pretendes - 2024: für das Lied Safaera - 2024: für das Lied Tarot - 2024: für die Single Vete - 2024: für das Lied La romana - 2024: für die Single Yo perreo sola - 2024: für das Lied Perro negro - 2025: für das Album Oasis - 2025: für das Lied Nuevayol - 2025: für das Lied Voy a llevarte pa’ PR - 2025: für die Single Baile inolvidable - Kanada - 2021: für die Single El baño - Kolumbien - 2018: für die Single Explicale - 2018: für die Single Krippy Kush - 2019: für die Single Qué pretendes - Mexiko - 2020: für die Single Hasta que Dios diga - 2024: für die Single Satisfacción - Neuseeland - 2025: für die Single Dákiti - Norwegen - 2023: für die Single Dákiti - Peru - 2017: für die Single Ahora me llama - 2019: für die Single Qué pretendes - Polen - 2024: für die Single K-pop - Portugal - 2022: für die Single Qué pretendes - 2022: für die Single Mayores - 2022: für die Single Moscow Mule - 2023: für die Single K-pop - Schweden - 2024: für die Single Dákiti - Schweiz - 2024: für die Single K-pop - Spanien - 2018: für die Single Desde el corazón - 2019: für das Album Oasis - 2024: für die Single ¿Cual es tu plan? - 2024: für die Single Bellacoso - 2024: für die Single De museo - 2024: für die Single Diabla - 2024: für die Single Estámos arriba - 2024: für die Single Original - 2024: für das Lied 200 MPH - 2024: für das Lied 25/8 - 2024: für das Lied Antes que se acabe - 2024: für das Lied Bendiciones - 2024: für das Lied Bye me fui - 2024: für das Lied Como antes - 2024: für das Lied Cuando perriabas - 2024: für das Lied Hoy - 2024: für das Lied Hoy cobré - 2024: für das Lied Nadie sabe - 2024: für das Lied RLNDT - 2024: für das Lied Sorry papi - 2024: für das Lied Te deseo lo mejor - 2024: für das Lied Tenemos que hablar - 2024: für das Lied Tormenta - 2024: für das Lied Yo le llego - 2024: für das Lied Teléfono nuevo - 2024: für das Lied Baby Nueva - 2024: für das Lied Cybertruck - 2024: für das Lied Demaga Ge Gi Go Gu - 2024: für das Lied Mercedes Carota - 2024: für die Single K-pop - 2024: für das Lied Así soy yo - 2024: für das Lied Mr. October - 2024: für die Single Si tu lo dejas - 2024: für das Lied Acho PR - 2024: für die Single Un polvo - 2024: für das Lied Gracias por nada - 2024: für die Single Krippy Kush (Remix) - 2024: für das Lied P FKN R - 2024: für das Lied Los Pits - 2024: für das Lied Ronca Freestyle - 2025: für das Lied Gently - 2025: für das Lied Ketu tecré - 2025: für das Lied La mudanza - 2025: für das Lied Turista - 2025: für das Lied Bokete - 2025: für das Lied Vuelve Candy B - 2025: für das Lied Maldita pobreza - 2025: für das Lied Lo que le pasó a Hawaii - 2025: für das Lied ¿Quién Tú Eres? - 2025: für das Lied Puesto pa’ guerrial - Südafrika - 2024: für die Single K-pop - Vereinigte Staaten - 2017: für die Single Un ratito mas (Latin) - 2018: für die Single Dime (Latin) - 2018: für die Single Thinkin (Latin) - 2019: für die Single Blockia (Latin) - 2019: für die Single Loca (Remix) (Latin) - 2019: für die Single ¿Cual es tu plan? (Latin) - 2019: für das Lied Yo le llego (Latin) - 2019: für das Lied Cuidao por ahí (Latin) - 2019: für die Single Tranquilo (Latin) - 2019: für das Lied Mojaita (Latin) - 2019: für das Lied Un peso (Latin) - 2019: für das Lied Odio (Latin) - 2020: für die Single Cántalo (Latin) - 2020: für die Single Lean (Latin) - 2020: für die Single Flor (Latin) - 2023: für die Single Loco Pero Millonario (Remix) (Latin) - 2024: für das Lied Que pasaría… (Latin) - Zentralamerika - 2024: für das Lied Gently - Australien - 2021: für die Single Mia - Belgien - 2025: für das Lied DTMF - Brasilien - 2021: für die Single Mayores - 2023: für die Single K-pop - 2024: für das Lied La canción - 2024: für die Single Qué pretendes - Chile - 2017: für die Single Ahora me llama - 2019: für die Single No me conoce (Remix) - Dänemark - 2019: für die Single I Like It - Frankreich - 2024: für das Lied Tití me preguntó - 2025: für das Lied Ojitos Lindos - 2025: für das Album Un verano sin ti - 2025: für das Album Debí tirar más fotos - 2025: für das Lied Nuevayol - Italien - 2020: für die Single Un día (One Day) - 2021: für die Single Callaíta - 2023: für das Lied Me porto bonito - 2023: für die Single Yonaguni - 2024: für das Lied Ojitos Lindos - 2024: für das Lied La canción - 2024: für die Single Volví - 2024: für das Album El último tour del mundo - 2025: für das Lied DTMF - Kanada - 2021: für die Single Un día (One Day) - 2024: für die Single K-pop - Kolumbien - 2017: für die Single Ahora me llama - Mexiko - 2019: für das Album Oasis - 2020: für das Lied La cartera - 2022: für das Album Un verano sin ti - 2023: für das Lied Dame Algo - 2025: für das Lied Que pasaría… - 2025: für die Single Mayores - 2025: für die Single K-pop - Neuseeland - 2024: für die Single Mia - Norwegen - 2018: für die Single I Like It - Polen - 2019: für die Single El baño - 2021: für die Single Un día (One Day) - Portugal - 2019: für die Single Mia - 2021: für die Single Un día (One Day) - 2022: für die Single Yonaguni - 2022: für das Lied La noche de anoche - 2023: für das Lied Ojitos Lindos - 2024: für die Single Monaco - 2025: für das Lied Voy a llevarte pa’ PR - 2025: für das Lied EOO - 2025: für das Lied Que pasaría… - Spanien - 2017: für die Single Krippy Kush - 2017: für die Single Explicale - 2018: für das Album X 100pre - 2020: für das Lied Pa’ romperla - 2020: für das Lied Bad con Nicky - 2022: für das Album Las que no iban a salir - 2023: für das Lied Hibiki - 2024: für die Single Chambea - 2024: für die Single Dime si te acuerdas - 2024: für die Single Loca (Remix) - 2024: für die Single Me acostumbré - 2024: für die Single Me mata - 2024: für die Single No te hagas - 2024: für die Single Si tu novio te deja sola - 2024: für die Single Un Preview - 2024: für die Single Un ratito mas - 2024: für die Single X Última Vez - 2024: für das Lied Agosto - 2024: für das Lied Aguacero - 2024: für das Lied Andrea - 2024: für das Lied Bichiyal - 2024: für das Lied Booker T - 2024: für das Lied Canción con Yandel - 2024: für das Lied Caro - 2024: für das Lied Dos mil 16 - 2024: für das Lied Haciendo que me amas - 2024: für das Lied La cartera - 2024: für das Lied La droga - 2024: für das Lied Mojaita - 2024: für das Lied Otro atardecer - 2024: für das Lied Que malo - 2024: für das Lied Soliá - 2024: für das Lied Un coco - 2024: für das Lied Un peso - 2024: für das Lied Yo no soy celoso - 2024: für das Lied Fina - 2024: für das Lied Como un bebé - 2024: für das Lied Yo visto así - 2024: für die Single Explicale (Remix) - 2024: für das Lied <3 - 2024: für das Lied Está cabrón ser yo - 2024: für das Lied Thunder y Lightning - 2024: für das Lied Pero ya no - 2024: für die Single Sexto sentido - 2024: für die Single Amantes de una noche - 2024: für das Lied El apagón - 2024: für das Lied Amigos y enemigos - 2024: für die Single De las 2 - 2024: für das Lied No me quiero casar - 2024: für das Lied Hablamos mañana - 2025: für die Single Pitorro de Coco - 2025: für die Single El clúb - 2025: für das Lied Infeliz - 2025: für das Lied EOO - 2025: für das Lied Weltita - 2025: für das Lied Más de una cita - 2025: für das Lied Kloufrens - 2025: für das Lied Café con Ron - 2025: für das Lied Perfumito nuevo - Uruguay - 2022: für die Single Ahora me llama - Vereinigte Staaten - 2017: für die Single No te hagas (Latin) - 2017: für die Single Netflixxx (Latin) - 2018: für die Single Me llueven (Latin) - 2019: für die Single Soy peor (Remix) (Latin) - 2019: für die Single Qué pretendes (Latin) - 2019: für das Lied La canción (Latin) - 2019: für die Single Dema ga ge gi go gu (Latin) - 2020: für die Single Te lo meto yo (Latin) - 2020: für die Single Subimos de rango (Latin) - 2024: für die Single K-pop | - Mexiko - 2024: für die Single Adivino - Italien - 2019: für die Single I Like It - 2019: für die Single Mia - 2023: für das Album Un verano sin ti - 2024: für die Single Where She Goes - 2025: für das Album Debí tirar más fotos - Mexiko - 2019: für die Single Báilame (Remix) - 2025: für die Single Está rico - Polen - 2021: für die Single Mayores - 2023: für die Single I Like It - Portugal - 2020: für die Single I Like It - 2023: für das Lied Me Porto Bonito - 2023: für die Single Where She Goes - Spanien - 2018: für die Single El baño - 2018: für die Single Dura (Remix) - 2020: für die Single Ignorantes - 2022: für das Lied Después de la playa - 2023: für das Album El último tour del mundo - 2024: für die Single Ahora me llama - 2024: für die Single Está rico - 2024: für die Single Estamos bien - 2024: für die Single Lo siento BB:/ - 2024: für die Single Solita - 2024: für die Single Soy peor - 2024: für die Single Vuelve - 2024: für das Lied A tu merced - 2024: für das Lied La corriente - 2024: für das Lied La zona - 2024: für das Lied Party - 2024: für das Lied Si veo a tu mamá - 2024: für das Lied Te mudaste - 2024: für das Lied 120 - 2024: für die Single Tu no vive así - 2024: für die Single Monaco - 2024: für das Lied Me fui de vacaciones - 2024: für das Lied La romana - 2024: für die Single Gato de Noche - 2024: für das Lied Un verano sin ti - 2024: für das Lied Un ratito - 2024: für die Single Un x100to - 2024: für das Lied Seda - 2024: für die Single Te boté (Remix) - 2024: für die Single Tu no metes cabra - 2024: für die Single Solo de mí - 2024: für das Lied Una vez - 2024: für das Lied Mojabi Ghost - 2025: für das Lied Otra noche en Miami - 2025: für die Single Triste - 2025: für die Single Pa ti - 2025: für das Lied Veldá - 2025: für das Lied Que pasaría… - 2025: für das Lied Voy a llevarte pa’ PR - 2025: für die Single Caile - 2025: für die Single Netflixxx - Vereinigte Staaten - 2018: für die Single Amantes de una noche (Latin) - 2018: für die Single Diabla (Latin) - 2019: für die Single Puerta Abierta (Latin) - 2019: für die Single Dime si te acuerdas (Latin) - 2020: für das Lied Infeliz (Latin) - Zentralamerika - 2024: für die Single Adivino - Mexiko - 2019: für die Single No me conoce (Remix) - Brasilien - 2024: für die Single Un día (One Day) - Italien - 2024: für die Single Dákiti - Kanada - 2019: für die Single Mia - Polen - 2021: für die Single I Like It - Portugal - 2025: für das Lied Nuevayol - 2025: für die Single Baile inolvidable - Spanien - 2017: für die Single Sensualidad - 2020: für die Single Un día (One Day) - 2021: für die Single AM (Remix) - 2022: für das Album YHLQMDLG - 2024: für die Single I Like It - 2024: für die Single La difícil - 2024: für die Single Qué pretendes - 2024: für das Lied Si estuviésemos juntos - 2024: für das Lied Neverita - 2024: für das Lied La santa - 2024: für die Single Yo perreo sola - 2024: für das Lied Ni bien ni mal - 2024: für die Single Adivino - 2025: für das Lied Nuevayol - 2025: für die Single Baile inolvidable - 2025: für das Lied DTMF - 2025: für das Lied Ensename a bailar - 2025: für das Album Nadie sabe lo que va a pasar mañana - Vereinigte Staaten - 2018: für die Single Chambea (Latin) - 2019: für die Single Tu no metes cabra (Latin) - 2019: für die Single Estamos bien (Latin) - 2020: für das Album Las que no iban a salir (Latin) - 2020: für die Single Estámos arriba (Latin) - 2020: für die Single Estamos clear (Latin) - 2020: für das Lied Más de una cita (Latin) - 2020: für die Single Kemba Walker (Latin) - 2022: für das Lied Dame Algo (Latin) - 2022: für die Single X Última Vez (Latin) - Vereinigtes Königreich - 2025: für die Single I Like It - Zentralamerika - 2025: für das Lied Que pasaría… - Mexiko - 2022: für die Single El baño - 2024: für die Single Un x100to - 2025: für die Single Kemba Walker - Italien - 2024: für das Lied Tití me preguntó - Mexiko - 2023: für die Single Krippy Kush - 2023: für die Single Bellacoso - Neuseeland - 2022: für die Single I Like It - Portugal - 2023: für die Single Dákiti - 2025: für das Lied La canción - Spanien - 2024: für die Single Mia - 2024: für die Single Volví - 2024: für das Lied Coco Chanel - 2024: für die Single Madura - 2024: für das Lied Efecto - 2024: für die Single Amorfoda - 2024: für das Lied Safaera - 2024: für die Single Kemba Walker - 2024: für die Single Diles (Remix) - 2025: für die Single Vete - Vereinigte Staaten - 2018: für die Single Diles (Remix) (Latin) - 2020: für die Single Sexto sentido (Latin) - 2020: für das Lied Pa’ romperla (Latin) - 2020: für das Lied Bad con Nicky (Latin) - 2020: für das Lied Canción con Yandel (Latin) - 2021: für die Single Soy el diablo (Latin) - 2022: für die Single Como soy (Latin) | - Mexiko - 2022: für die Single Un día (One Day) - Peru - 2018: für die Single Krippy Kush - Portugal - 2025: für das Lied DTMF - 2025: für das Lied Tití me preguntó - Spanien - 2017: für die Single Báilame (Remix) - 2017: für die Single Mayores - 2021: für das Lied La noche de anoche - 2024: für die Single Soltera (Remix) - 2024: für die Single Hasta que Dios diga - 2024: für das Lied Perro negro - 2025: für die Single Where She Goes - 2025: für das Album Debí tirar más fotos - Vereinigte Staaten - 2019: für die Single Amorfoda (Latin) - 2020: für das Lied Bye me fui (Latin) - 2021: für das Lied Como un bebé (Latin) - Spanien - 2024: für das Lied Tarot - 2024: für die Single Volando (Remix) - 2025: für das Lied La canción - 2025: für die Single Moscow Mule - 2025: für die Single La jumpa - Vereinigte Staaten - 2018: für die Single Si tu lo dejas (Latin) - 2021: für das Album El último tour del mundo (Latin) - 2024: für die Single Adivino (Latin) - Spanien - 2024: für die Single Yonaguni - 2024: für die Single Callaíta - Australien - 2025: für die Single I Like It - Spanien - 2024: für das Lied Me Porto Bonito - 2024: für das Album Un verano sin ti - 2025: für das Lied Ojitos Lindos - Peru - 2018: für die Single Mayores - Spanien - 2024: für die Single Dákiti - 2025: für das Lied Tití me preguntó - Vereinigte Staaten - 2019: für die Single Tu no vive así (Latin) - Vereinigte Staaten - 2019: für die Single Soy peor (Latin) - 2022: für die Single I Like It - Vereinigte Staaten - 2019: für das Lied La santa (Latin) - 2022: für das Lied 200 MPH (Latin) - Vereinigte Staaten - 2020: für die Single Ignorantes (Latin) - 2020: für die Single La difícil (Latin) - 2020: für die Single Un día (One Day) (Latin) - Vereinigte Staaten - 2018: für die Single Krippy Kush (Latin) - Vereinigte Staaten - 2020: für die Single Solo de mí (Latin) - 2020: für das Lied Si veo a tu mamá (Latin) - Vereinigte Staaten - 2020: für die Single Safaera (Latin) - 2024: für die Single Me mata (Latin) - Vereinigte Staaten - 2020: für die Single Yo perreo sola (Latin) - 2021: für das Album YHLQMDLG (Latin) - 2021: für die Single Dákiti (Latin) - Vereinigte Staaten - 2020: für die Single Vete (Latin) - Vereinigte Staaten - 2023: für die Single Sensualidad (Latin) - Vereinigte Staaten - 2024: für die Single Lo siento BB:/ (Latin) - Vereinigte Staaten - 2024: für die Single Solita (Latin) - Vereinigte Staaten - 2021: für die Single Mayores (Latin) - Vereinigte Staaten - 2025: für die Single Te boté (Remix) (Latin) - Chile - 2020: für die Single Mia - 2022: für das Lied Me Porto Bonito - 2022: für das Lied Efecto - 2022: für das Lied Ojitos Lindos - 2022: für die Single Moscow Mule - Frankreich - 2020: für die Single I Like It - 2021: für die Single Mia - 2021: für die Single Dákiti - 2025: für das Lied DTMF - Kanada - 2021: für die Single I Like It - Mexiko - 2021: für die Single Un día (One Day) - 2022: für das Album Un verano sin ti - 2024: für die Single Un x100to - Vereinigte Staaten - 2018: für die Single Ahora me llama (Latin) - 2018: für die Single Vuelve (Latin) - 2019: für das Album X 100pre (Latin) - 2021: für die Single Explicale (Latin) - Mexiko - 2025: für die Single Mayores - Vereinigte Staaten - 2023: für die Single AM (Remix) (Latin) - 2025: für das Album Oasis (Latin) - Vereinigte Staaten - 2021: für die Single Mia (Latin) - Vereinigte Staaten - 2024: für die Single No me conoce (Remix) (Latin) |

## Auszeichnungen nach Alben

### X 100pre
| Land/Region               | Auszeichnungen für Musikverkäufe (Land/Region, Auszeichnung, Verkäufe) | Verkäufe |
| ------------------------- | ---------------------------------------------------------------------- | -------- |
| Italien (FIMI)            | Gold                                                                   | 25.000   |
| Spanien (Promusicae)      | Platin                                                                 | 40.000   |
| Vereinigte Staaten (RIAA) | Diamant                                                                | 600.000  |
| Insgesamt                 | 1× Gold · 1× Platin · 1× Diamant ·                                     | 665.000  |

### Oasis
| Land/Region               | Auszeichnungen für Musikverkäufe (Land/Region, Auszeichnung, Verkäufe) | Verkäufe  |
| ------------------------- | ---------------------------------------------------------------------- | --------- |
| Italien (FIMI)            | Gold                                                                   | 25.000    |
| Mexiko (AMPROFON)         | Platin                                                                 | 60.000    |
| Spanien (Promusicae)      | Gold                                                                   | 20.000    |
| Vereinigte Staaten (RIAA) | 2× Diamant                                                             | 1.200.000 |
| Insgesamt                 | 2× Gold · 1× Platin · 2× Diamant ·                                     | 1.305.000 |

### YHLQMDLG
| Land/Region               | Auszeichnungen für Musikverkäufe (Land/Region, Auszeichnung, Verkäufe) | Verkäufe  |
| ------------------------- | ---------------------------------------------------------------------- | --------- |
| Italien (FIMI)            | Gold                                                                   | 25.000    |
| Spanien (Promusicae)      | 3× Platin                                                              | 120.000   |
| Vereinigte Staaten (RIAA) | 24× Platin                                                             | 80.000    |
| Insgesamt                 | 1× Gold · 7× Platin · 2× Diamant ·                                     | 1.585.000 |

### Las que no iban a salir
| Land/Region               | Auszeichnungen für Musikverkäufe (Land/Region, Auszeichnung, Verkäufe) | Verkäufe |
| ------------------------- | ---------------------------------------------------------------------- | -------- |
| Spanien (Promusicae)      | Platin                                                                 | 40.000   |
| Vereinigte Staaten (RIAA) | 3× Platin                                                              | 180.000  |
| Insgesamt                 | 4× Platin ·                                                            | 220.000  |

### El último tour del mundo
| Land/Region               | Auszeichnungen für Musikverkäufe (Land/Region, Auszeichnung, Verkäufe) | Verkäufe |
| ------------------------- | ---------------------------------------------------------------------- | -------- |
| Italien (FIMI)            | Platin                                                                 | 50.000   |
| Spanien (Promusicae)      | 2× Platin                                                              | 80.000   |
| Vereinigte Staaten (RIAA) | 6× Platin                                                              | 360.000  |
| Insgesamt                 | 9× Platin ·                                                            | 480.000  |

### Un verano sin ti
| Land/Region                  | Auszeichnungen für Musikverkäufe (Land/Region, Auszeichnung, Verkäufe) | Verkäufe  |
| ---------------------------- | ---------------------------------------------------------------------- | --------- |
| Dänemark (IFPI)              | Gold                                                                   | 10.000    |
| Frankreich (SNEP)            | Platin                                                                 | 100.000   |
| Italien (FIMI)               | 2× Platin                                                              | 100.000   |
| Mexiko (AMPROFON)            | Diamant · + Platin                                                     | 840.000   |
| Spanien (Promusicae)         | 8× Platin                                                              | 320.000   |
| Vereinigtes Königreich (BPI) | Silber                                                                 | 60.000    |
| Insgesamt                    | 1× Silber · 1× Gold · 12× Platin · 1× Diamant ·                        | 1.430.000 |

### Nadie sabe lo que va a pasar mañana
| Land/Region          | Auszeichnungen für Musikverkäufe (Land/Region, Auszeichnung, Verkäufe) | Verkäufe |
| -------------------- | ---------------------------------------------------------------------- | -------- |
| Italien (FIMI)       | Gold                                                                   | 25.000   |
| Spanien (Promusicae) | 3× Platin                                                              | 120.000  |
| Insgesamt            | 1× Gold · 3× Platin ·                                                  | 145.000  |

### Debí tirar más fotos
| Land/Region          | Auszeichnungen für Musikverkäufe (Land/Region, Auszeichnung, Verkäufe) | Verkäufe |
| -------------------- | ---------------------------------------------------------------------- | -------- |
| Frankreich (SNEP)    | Platin                                                                 | 100.000  |
| Italien (FIMI)       | 2× Platin                                                              | 100.000  |
| Spanien (Promusicae) | 5× Platin                                                              | 200.000  |
| Insgesamt            | 8× Platin ·                                                            | 390.000  |

## Auszeichnungen nach Singles

### Diles (Remix)
| Land/Region               | Auszeichnungen für Musikverkäufe (Land/Region, Auszeichnung, Verkäufe) | Verkäufe |
| ------------------------- | ---------------------------------------------------------------------- | -------- |
| Spanien (Promusicae)      | 4× Platin                                                              | 240.000  |
| Vereinigte Staaten (RIAA) | 4× Platin                                                              | 240.000  |
| Insgesamt                 | 8× Platin ·                                                            | 480.000  |

### Tu no vive así
| Land/Region               | Auszeichnungen für Musikverkäufe (Land/Region, Auszeichnung, Verkäufe) | Verkäufe |
| ------------------------- | ---------------------------------------------------------------------- | -------- |
| Spanien (Promusicae)      | 2× Platin                                                              | 120.000  |
| Vereinigte Staaten (RIAA) | 9× Platin                                                              | 540.000  |
| Insgesamt                 | 11× Platin ·                                                           | 660.000  |

### Un polvo
| Land/Region          | Auszeichnungen für Musikverkäufe (Land/Region, Auszeichnung, Verkäufe) | Verkäufe |
| -------------------- | ---------------------------------------------------------------------- | -------- |
| Spanien (Promusicae) | Gold                                                                   | 30.000   |
| Insgesamt            | 1× Gold ·                                                              | 30.000   |

### Dema ga ge gi go gu
| Land/Region               | Auszeichnungen für Musikverkäufe (Land/Region, Auszeichnung, Verkäufe) | Verkäufe |
| ------------------------- | ---------------------------------------------------------------------- | -------- |
| Vereinigte Staaten (RIAA) | Platin                                                                 | 60.000   |
| Insgesamt                 | 1× Platin ·                                                            | 60.000   |

### Soy peor
| Land/Region               | Auszeichnungen für Musikverkäufe (Land/Region, Auszeichnung, Verkäufe) | Verkäufe |
| ------------------------- | ---------------------------------------------------------------------- | -------- |
| Italien (FIMI)            | Gold                                                                   | 25.000   |
| Spanien (Promusicae)      | 2× Platin                                                              | 120.000  |
| Vereinigte Staaten (RIAA) | 1× Platin                                                              | 660.000  |
| Insgesamt                 | 1× Gold · 3× Platin · 1× Diamant ·                                     | 805.000  |

### Caile
| Land/Region          | Auszeichnungen für Musikverkäufe (Land/Region, Auszeichnung, Verkäufe) | Verkäufe |
| -------------------- | ---------------------------------------------------------------------- | -------- |
| Spanien (Promusicae) | 2× Platin                                                              | 120.000  |
| Insgesamt            | 2× Platin ·                                                            | 120.000  |

### Loco Pero Millonario (Remix)
| Land/Region               | Auszeichnungen für Musikverkäufe (Land/Region, Auszeichnung, Verkäufe) | Verkäufe |
| ------------------------- | ---------------------------------------------------------------------- | -------- |
| Vereinigte Staaten (RIAA) | Gold                                                                   | 30.000   |
| Insgesamt                 | 1× Gold ·                                                              | 30.000   |

### Pa ti
| Land/Region          | Auszeichnungen für Musikverkäufe (Land/Region, Auszeichnung, Verkäufe) | Verkäufe |
| -------------------- | ---------------------------------------------------------------------- | -------- |
| Spanien (Promusicae) | 2× Platin                                                              | 120.000  |
| Insgesamt            | 2× Platin ·                                                            | 120.000  |

### Me llueven
| Land/Region               | Auszeichnungen für Musikverkäufe (Land/Region, Auszeichnung, Verkäufe) | Verkäufe |
| ------------------------- | ---------------------------------------------------------------------- | -------- |
| Vereinigte Staaten (RIAA) | Platin                                                                 | 60.000   |
| Insgesamt                 | 1× Platin ·                                                            | 60.000   |

### Te lo meto yo
| Land/Region               | Auszeichnungen für Musikverkäufe (Land/Region, Auszeichnung, Verkäufe) | Verkäufe |
| ------------------------- | ---------------------------------------------------------------------- | -------- |
| Vereinigte Staaten (RIAA) | Platin                                                                 | 60.000   |
| Insgesamt                 | 1× Platin ·                                                            | 60.000   |

### Amigos y enemigos
| Land/Region          | Auszeichnungen für Musikverkäufe (Land/Region, Auszeichnung, Verkäufe) | Verkäufe |
| -------------------- | ---------------------------------------------------------------------- | -------- |
| Spanien (Promusicae) | Platin                                                                 | 60.000   |
| Insgesamt            | 1× Platin ·                                                            | 60.000   |

### Me acostumbré
| Land/Region          | Auszeichnungen für Musikverkäufe (Land/Region, Auszeichnung, Verkäufe) | Verkäufe |
| -------------------- | ---------------------------------------------------------------------- | -------- |
| Spanien (Promusicae) | Platin                                                                 | 60.000   |
| Insgesamt            | 1× Platin ·                                                            | 60.000   |

### Diabla
| Land/Region               | Auszeichnungen für Musikverkäufe (Land/Region, Auszeichnung, Verkäufe) | Verkäufe |
| ------------------------- | ---------------------------------------------------------------------- | -------- |
| Spanien (Promusicae)      | Gold                                                                   | 30.000   |
| Vereinigte Staaten (RIAA) | 2× Platin                                                              | 120.000  |
| Insgesamt                 | 1× Gold · 2× Platin ·                                                  | 150.000  |

### Si tu novio te deja sola
| Land/Region          | Auszeichnungen für Musikverkäufe (Land/Region, Auszeichnung, Verkäufe) | Verkäufe |
| -------------------- | ---------------------------------------------------------------------- | -------- |
| Spanien (Promusicae) | Platin                                                                 | 60.000   |
| Insgesamt            | 1× Platin ·                                                            | 60.000   |

### No te hagas
| Land/Region               | Auszeichnungen für Musikverkäufe (Land/Region, Auszeichnung, Verkäufe) | Verkäufe |
| ------------------------- | ---------------------------------------------------------------------- | -------- |
| Spanien (Promusicae)      | Platin                                                                 | 60.000   |
| Vereinigte Staaten (RIAA) | Platin                                                                 | 60.000   |
| Insgesamt                 | 2× Platin ·                                                            | 120.000  |

### Me mata
| Land/Region               | Auszeichnungen für Musikverkäufe (Land/Region, Auszeichnung, Verkäufe) | Verkäufe  |
| ------------------------- | ---------------------------------------------------------------------- | --------- |
| Spanien (Promusicae)      | Platin                                                                 | 60.000    |
| Vereinigte Staaten (RIAA) | 21× Platin                                                             | 1.260.000 |
| Insgesamt                 | 2× Platin · 2× Diamant ·                                               | 1.320.000 |

### Tranquilo
| Land/Region               | Auszeichnungen für Musikverkäufe (Land/Region, Auszeichnung, Verkäufe) | Verkäufe |
| ------------------------- | ---------------------------------------------------------------------- | -------- |
| Vereinigte Staaten (RIAA) | Gold                                                                   | 30.000   |
| Insgesamt                 | 1× Gold ·                                                              | 30.000   |

### Puerta Abierta
| Land/Region               | Auszeichnungen für Musikverkäufe (Land/Region, Auszeichnung, Verkäufe) | Verkäufe |
| ------------------------- | ---------------------------------------------------------------------- | -------- |
| Vereinigte Staaten (RIAA) | 2× Platin                                                              | 120.000  |
| Insgesamt                 | 2× Platin ·                                                            | 120.000  |

### Blockia
| Land/Region               | Auszeichnungen für Musikverkäufe (Land/Region, Auszeichnung, Verkäufe) | Verkäufe |
| ------------------------- | ---------------------------------------------------------------------- | -------- |
| Vereinigte Staaten (RIAA) | Gold                                                                   | 30.000   |
| Insgesamt                 | 1× Gold ·                                                              | 30.000   |

### Ahora me llama
| Land/Region               | Auszeichnungen für Musikverkäufe (Land/Region, Auszeichnung, Verkäufe) | Verkäufe |
| ------------------------- | ---------------------------------------------------------------------- | -------- |
| Chile (IFPI)              | Platin                                                                 | 80.000   |
| Ecuador (SOPROFON)        | Gold                                                                   | 3.000    |
| Kolumbien (ASINCOL)       | Platin                                                                 | 20.000   |
| Peru (UNIMPRO)            | Gold                                                                   | 3.000    |
| Spanien (Promusicae)      | 2× Platin                                                              | 120.000  |
| Uruguay (CUD)             | Platin                                                                 | 3.000    |
| Vereinigte Staaten (RIAA) | Diamant                                                                | 600.000  |
| Insgesamt                 | 2× Gold · 5× Platin · 1× Diamant ·                                     | 829.000  |

### Un ratito mas
| Land/Region               | Auszeichnungen für Musikverkäufe (Land/Region, Auszeichnung, Verkäufe) | Verkäufe |
| ------------------------- | ---------------------------------------------------------------------- | -------- |
| Spanien (Promusicae)      | Platin                                                                 | 60.000   |
| Vereinigte Staaten (RIAA) | Gold                                                                   | 30.000   |
| Insgesamt                 | 1× Gold · 1× Platin ·                                                  | 90.000   |

### Soy peor (Remix)
| Land/Region               | Auszeichnungen für Musikverkäufe (Land/Region, Auszeichnung, Verkäufe) | Verkäufe |
| ------------------------- | ---------------------------------------------------------------------- | -------- |
| Vereinigte Staaten (RIAA) | Platin                                                                 | 60.000   |
| Insgesamt                 | 1× Platin ·                                                            | 60.000   |

### Netflixxx
| Land/Region               | Auszeichnungen für Musikverkäufe (Land/Region, Auszeichnung, Verkäufe) | Verkäufe |
| ------------------------- | ---------------------------------------------------------------------- | -------- |
| Spanien (Promusicae)      | 2× Platin                                                              | 120.000  |
| Vereinigte Staaten (RIAA) | Platin                                                                 | 60.000   |
| Insgesamt                 | 3× Platin ·                                                            | 180.000  |

### Báilame (Remix)
| Land/Region          | Auszeichnungen für Musikverkäufe (Land/Region, Auszeichnung, Verkäufe) | Verkäufe |
| -------------------- | ---------------------------------------------------------------------- | -------- |
| Mexiko (AMPROFON)    | 2× Platin                                                              | 120.000  |
| Spanien (Promusicae) | 5× Platin                                                              | 200.000  |
| Insgesamt            | 7× Platin ·                                                            | 320.000  |

### Mayores
| Land/Region               | Auszeichnungen für Musikverkäufe (Land/Region, Auszeichnung, Verkäufe) | Verkäufe  |
| ------------------------- | ---------------------------------------------------------------------- | --------- |
| Argentinien (CAPIF)       | Gold                                                                   | 10.000    |
| Brasilien (PMB)           | Platin                                                                 | 40.000    |
| Chile (IFPI)              | Gold                                                                   | 40.000    |
| Frankreich (SNEP)         | Gold                                                                   | 100.000   |
| Italien (FIMI)            | Gold                                                                   | 25.000    |
| Mexiko (AMPROFON)         | 2× Diamant · + Platin                                                  | 660.000   |
| Peru (UNIMPRO)            | 9× Platin                                                              | 54.000    |
| Polen (ZPAV)              | 2× Platin                                                              | 40.000    |
| Portugal (AFP)            | Gold                                                                   | 5.000     |
| Spanien (Promusicae)      | 5× Platin                                                              | 200.000   |
| Vereinigte Staaten (RIAA) | 46× Platin                                                             | 2.760.000 |
| Insgesamt                 | 5× Gold · 24× Platin · 7× Diamant ·                                    | 3.934.000 |

### Krippy Kush
| Land/Region               | Auszeichnungen für Musikverkäufe (Land/Region, Auszeichnung, Verkäufe) | Verkäufe  |
| ------------------------- | ---------------------------------------------------------------------- | --------- |
| Kolumbien (ASINCOL)       | Gold                                                                   | 5.000     |
| Mexiko (AMPROFON)         | 4× Platin                                                              | 240.000   |
| Peru (UNIMPRO)            | 5× Platin                                                              | 30.000    |
| Spanien (Promusicae)      | Platin                                                                 | 40.000    |
| Vereinigte Staaten (RIAA) | 16× Platin                                                             | 960.000   |
| Insgesamt                 | 1× Gold · 16× Platin · 1× Diamant ·                                    | 1.275.000 |

### Si tu lo dejas
| Land/Region               | Auszeichnungen für Musikverkäufe (Land/Region, Auszeichnung, Verkäufe) | Verkäufe |
| ------------------------- | ---------------------------------------------------------------------- | -------- |
| Spanien (Promusicae)      | Gold                                                                   | 30.000   |
| Vereinigte Staaten (RIAA) | 6× Platin                                                              | 360.000  |
| Insgesamt                 | 1× Gold · 6× Platin ·                                                  | 390.000  |

### Explicale
| Land/Region               | Auszeichnungen für Musikverkäufe (Land/Region, Auszeichnung, Verkäufe) | Verkäufe |
| ------------------------- | ---------------------------------------------------------------------- | -------- |
| Kolumbien (ASINCOL)       | Gold                                                                   | 5.000    |
| Spanien (Promusicae)      | Platin                                                                 | 40.000   |
| Vereinigte Staaten (RIAA) | Diamant                                                                | 600.000  |
| Insgesamt                 | 1× Gold · 1× Platin · 1× Diamant ·                                     | 645.000  |

### Sexto sentido
| Land/Region               | Auszeichnungen für Musikverkäufe (Land/Region, Auszeichnung, Verkäufe) | Verkäufe |
| ------------------------- | ---------------------------------------------------------------------- | -------- |
| Spanien (Promusicae)      | Platin                                                                 | 60.000   |
| Vereinigte Staaten (RIAA) | 4× Platin                                                              | 240.000  |
| Insgesamt                 | 5× Platin ·                                                            | 300.000  |

### Lean
| Land/Region               | Auszeichnungen für Musikverkäufe (Land/Region, Auszeichnung, Verkäufe) | Verkäufe |
| ------------------------- | ---------------------------------------------------------------------- | -------- |
| Vereinigte Staaten (RIAA) | Gold                                                                   | 30.000   |
| Insgesamt                 | 1× Gold ·                                                              | 30.000   |

### Vuelve
| Land/Region               | Auszeichnungen für Musikverkäufe (Land/Region, Auszeichnung, Verkäufe) | Verkäufe |
| ------------------------- | ---------------------------------------------------------------------- | -------- |
| Spanien (Promusicae)      | 2× Platin                                                              | 120.000  |
| Vereinigte Staaten (RIAA) | Diamant                                                                | 600.000  |
| Insgesamt                 | 2× Platin · 1× Diamant ·                                               | 720.000  |

### Tu no metes cabra
| Land/Region               | Auszeichnungen für Musikverkäufe (Land/Region, Auszeichnung, Verkäufe) | Verkäufe |
| ------------------------- | ---------------------------------------------------------------------- | -------- |
| Spanien (Promusicae)      | 2× Platin                                                              | 120.000  |
| Vereinigte Staaten (RIAA) | 3× Platin                                                              | 180.000  |
| Insgesamt                 | 5× Platin ·                                                            | 300.000  |

### Sensualidad
| Land/Region               | Auszeichnungen für Musikverkäufe (Land/Region, Auszeichnung, Verkäufe) | Verkäufe  |
| ------------------------- | ---------------------------------------------------------------------- | --------- |
| Italien (FIMI)            | Gold                                                                   | 25.000    |
| Spanien (Promusicae)      | 3× Platin                                                              | 120.000   |
| Vereinigte Staaten (RIAA) | 28× Platin                                                             | 1.680.000 |
| Insgesamt                 | 1× Gold · 11× Platin · 2× Diamant ·                                    | 1.825.000 |

### Krippy Kush (Remix)
| Land/Region          | Auszeichnungen für Musikverkäufe (Land/Region, Auszeichnung, Verkäufe) | Verkäufe |
| -------------------- | ---------------------------------------------------------------------- | -------- |
| Spanien (Promusicae) | Gold                                                                   | 30.000   |
| Insgesamt            | 1× Gold ·                                                              | 30.000   |

### Chambea
| Land/Region               | Auszeichnungen für Musikverkäufe (Land/Region, Auszeichnung, Verkäufe) | Verkäufe |
| ------------------------- | ---------------------------------------------------------------------- | -------- |
| Spanien (Promusicae)      | Platin                                                                 | 60.000   |
| Vereinigte Staaten (RIAA) | 3× Platin                                                              | 180.000  |
| Insgesamt                 | 4× Platin ·                                                            | 240.000  |

### Amantes de una noche
| Land/Region               | Auszeichnungen für Musikverkäufe (Land/Region, Auszeichnung, Verkäufe) | Verkäufe |
| ------------------------- | ---------------------------------------------------------------------- | -------- |
| Spanien (Promusicae)      | Platin                                                                 | 60.000   |
| Vereinigte Staaten (RIAA) | 2× Platin                                                              | 120.000  |
| Insgesamt                 | 3× Platin ·                                                            | 180.000  |

### El baño
| Land/Region          | Auszeichnungen für Musikverkäufe (Land/Region, Auszeichnung, Verkäufe) | Verkäufe |
| -------------------- | ---------------------------------------------------------------------- | -------- |
| Italien (FIMI)       | Gold                                                                   | 25.000   |
| Kanada (MC)          | Gold                                                                   | 40.000   |
| Mexiko (AMPROFON)    | 7× Gold                                                                | 210.000  |
| Polen (ZPAV)         | Platin                                                                 | 20.000   |
| Schweiz (IFPI)       | Gold                                                                   | 10.000   |
| Spanien (Promusicae) | 2× Platin                                                              | 80.000   |
| Insgesamt            | 4× Gold · 6× Platin ·                                                  | 385.000  |

### Solita
| Land/Region               | Auszeichnungen für Musikverkäufe (Land/Region, Auszeichnung, Verkäufe) | Verkäufe  |
| ------------------------- | ---------------------------------------------------------------------- | --------- |
| Italien (FIMI)            | Gold                                                                   | 25.000    |
| Spanien (Promusicae)      | 2× Platin                                                              | 120.000   |
| Vereinigte Staaten (RIAA) | 44× Platin                                                             | 2.640.000 |
| Insgesamt                 | 1× Gold · 6× Platin · 4× Diamant ·                                     | 2.785.000 |

### Amorfoda
| Land/Region               | Auszeichnungen für Musikverkäufe (Land/Region, Auszeichnung, Verkäufe) | Verkäufe |
| ------------------------- | ---------------------------------------------------------------------- | -------- |
| Spanien (Promusicae)      | 4× Platin                                                              | 240.000  |
| Vereinigte Staaten (RIAA) | 5× Platin                                                              | 300.000  |
| Insgesamt                 | 9× Platin ·                                                            | 540.000  |

### Dime si te acuerdas
| Land/Region               | Auszeichnungen für Musikverkäufe (Land/Region, Auszeichnung, Verkäufe) | Verkäufe |
| ------------------------- | ---------------------------------------------------------------------- | -------- |
| Spanien (Promusicae)      | Platin                                                                 | 60.000   |
| Vereinigte Staaten (RIAA) | 2× Platin                                                              | 120.000  |
| Insgesamt                 | 2× Platin ·                                                            | 180.000  |

### Loca (Remix)
| Land/Region               | Auszeichnungen für Musikverkäufe (Land/Region, Auszeichnung, Verkäufe) | Verkäufe |
| ------------------------- | ---------------------------------------------------------------------- | -------- |
| Spanien (Promusicae)      | Platin                                                                 | 60.000   |
| Vereinigte Staaten (RIAA) | Gold                                                                   | 30.000   |
| Insgesamt                 | 1× Gold · 1× Platin ·                                                  | 90.000   |

### Dime
| Land/Region               | Auszeichnungen für Musikverkäufe (Land/Region, Auszeichnung, Verkäufe) | Verkäufe |
| ------------------------- | ---------------------------------------------------------------------- | -------- |
| Vereinigte Staaten (RIAA) | Gold                                                                   | 30.000   |
| Insgesamt                 | 1× Gold ·                                                              | 30.000   |

### Madura
| Land/Region          | Auszeichnungen für Musikverkäufe (Land/Region, Auszeichnung, Verkäufe) | Verkäufe |
| -------------------- | ---------------------------------------------------------------------- | -------- |
| Spanien (Promusicae) | 4× Platin                                                              | 240.000  |
| Insgesamt            | 4× Platin ·                                                            | 240.000  |

### Te boté (Remix)
| Land/Region               | Auszeichnungen für Musikverkäufe (Land/Region, Auszeichnung, Verkäufe) | Verkäufe  |
| ------------------------- | ---------------------------------------------------------------------- | --------- |
| Spanien (Promusicae)      | 2× Platin                                                              | 120.000   |
| Vereinigte Staaten (RIAA) | 106× Platin                                                            | 6.360.000 |
| Insgesamt                 | 8× Platin · 10× Diamant ·                                              | 6.480.000 |

### Thinkin
| Land/Region               | Auszeichnungen für Musikverkäufe (Land/Region, Auszeichnung, Verkäufe) | Verkäufe |
| ------------------------- | ---------------------------------------------------------------------- | -------- |
| Vereinigte Staaten (RIAA) | Gold                                                                   | 30.000   |
| Insgesamt                 | 1× Gold ·                                                              | 30.000   |

### Explicale (Remix)
| Land/Region          | Auszeichnungen für Musikverkäufe (Land/Region, Auszeichnung, Verkäufe) | Verkäufe |
| -------------------- | ---------------------------------------------------------------------- | -------- |
| Spanien (Promusicae) | Platin                                                                 | 60.000   |
| Insgesamt            | 1× Platin ·                                                            | 60.000   |

### I Like It
| Land/Region                  | Auszeichnungen für Musikverkäufe (Land/Region, Auszeichnung, Verkäufe) | Verkäufe   |
| ---------------------------- | ---------------------------------------------------------------------- | ---------- |
| Argentinien (CAPIF)          | Gold                                                                   | 10.000     |
| Australien (ARIA)            | 8× Platin                                                              | 560.000    |
| Belgien (BRMA)               | Gold                                                                   | 20.000     |
| Dänemark (IFPI)              | Platin                                                                 | 90.000     |
| Deutschland (BVMI)           | Platin                                                                 | 400.000    |
| Frankreich (SNEP)            | Diamant                                                                | 333.333    |
| Italien (FIMI)               | 2× Platin                                                              | 100.000    |
| Kanada (MC)                  | Diamant                                                                | 800.000    |
| Neuseeland (RMNZ)            | 4× Platin                                                              | 120.000    |
| Norwegen (IFPI)              | Platin                                                                 | 60.000     |
| Österreich (IFPI)            | Platin                                                                 | 30.000     |
| Polen (ZPAV)                 | 3× Platin (2021) · + 2× Platin (2023)                                  | 160.000    |
| Portugal (AFP)               | 2× Platin                                                              | 20.000     |
| Schweiz (IFPI)               | 2× Platin                                                              | 40.000     |
| Spanien (Promusicae)         | 3× Platin                                                              | 180.000    |
| Vereinigte Staaten (RIAA)    | 11× Platin                                                             | 11.000.000 |
| Vereinigtes Königreich (BPI) | 3× Platin                                                              | 1.800.000  |
| Insgesamt                    | 1× Gold · 34× Platin · 3× Diamant ·                                    | 15.723.333 |

### Dura (Remix)
| Land/Region          | Auszeichnungen für Musikverkäufe (Land/Region, Auszeichnung, Verkäufe) | Verkäufe |
| -------------------- | ---------------------------------------------------------------------- | -------- |
| Spanien (Promusicae) | 2× Platin                                                              | 80.000   |
| Insgesamt            | 2× Platin ·                                                            | 80.000   |

### Estamos clear
| Land/Region               | Auszeichnungen für Musikverkäufe (Land/Region, Auszeichnung, Verkäufe) | Verkäufe |
| ------------------------- | ---------------------------------------------------------------------- | -------- |
| Vereinigte Staaten (RIAA) | 3× Platin                                                              | 180.000  |
| Insgesamt                 | 3× Platin ·                                                            | 180.000  |

### De las 2
| Land/Region          | Auszeichnungen für Musikverkäufe (Land/Region, Auszeichnung, Verkäufe) | Verkäufe |
| -------------------- | ---------------------------------------------------------------------- | -------- |
| Spanien (Promusicae) | Platin                                                                 | 60.000   |
| Insgesamt            | 1× Platin ·                                                            | 60.000   |

### Estamos bien
| Land/Region               | Auszeichnungen für Musikverkäufe (Land/Region, Auszeichnung, Verkäufe) | Verkäufe |
| ------------------------- | ---------------------------------------------------------------------- | -------- |
| Spanien (Promusicae)      | 2× Platin                                                              | 120.000  |
| Vereinigte Staaten (RIAA) | 3× Platin                                                              | 180.000  |
| Insgesamt                 | 5× Platin ·                                                            | 300.000  |

### Original
| Land/Region          | Auszeichnungen für Musikverkäufe (Land/Region, Auszeichnung, Verkäufe) | Verkäufe |
| -------------------- | ---------------------------------------------------------------------- | -------- |
| Spanien (Promusicae) | Gold                                                                   | 30.000   |
| Insgesamt            | 1× Gold ·                                                              | 30.000   |

### Triste
| Land/Region          | Auszeichnungen für Musikverkäufe (Land/Region, Auszeichnung, Verkäufe) | Verkäufe |
| -------------------- | ---------------------------------------------------------------------- | -------- |
| Spanien (Promusicae) | 2× Platin                                                              | 120.000  |
| Insgesamt            | 2× Platin ·                                                            | 120.000  |

### Satisfacción
| Land/Region       | Auszeichnungen für Musikverkäufe (Land/Region, Auszeichnung, Verkäufe) | Verkäufe |
| ----------------- | ---------------------------------------------------------------------- | -------- |
| Mexiko (AMPROFON) | Gold                                                                   | 30.000   |
| Insgesamt         | 1× Gold ·                                                              | 30.000   |

### ¿Cual es tu plan?
| Land/Region               | Auszeichnungen für Musikverkäufe (Land/Region, Auszeichnung, Verkäufe) | Verkäufe |
| ------------------------- | ---------------------------------------------------------------------- | -------- |
| Spanien (Promusicae)      | Gold                                                                   | 30.000   |
| Vereinigte Staaten (RIAA) | Gold                                                                   | 30.000   |
| Insgesamt                 | 2× Gold ·                                                              | 60.000   |

### Como soy
| Land/Region               | Auszeichnungen für Musikverkäufe (Land/Region, Auszeichnung, Verkäufe) | Verkäufe |
| ------------------------- | ---------------------------------------------------------------------- | -------- |
| Vereinigte Staaten (RIAA) | 4× Platin                                                              | 240.000  |
| Insgesamt                 | 4× Platin ·                                                            | 240.000  |

### Está rico
| Land/Region          | Auszeichnungen für Musikverkäufe (Land/Region, Auszeichnung, Verkäufe) | Verkäufe |
| -------------------- | ---------------------------------------------------------------------- | -------- |
| Mexiko (AMPROFON)    | 2× Platin                                                              | 120.000  |
| Spanien (Promusicae) | 2× Platin                                                              | 120.000  |
| Insgesamt            | 4× Platin ·                                                            | 240.000  |

### Mia
| Land/Region                  | Auszeichnungen für Musikverkäufe (Land/Region, Auszeichnung, Verkäufe) | Verkäufe  |
| ---------------------------- | ---------------------------------------------------------------------- | --------- |
| Australien (ARIA)            | Platin                                                                 | 70.000    |
| Chile (IFPI)                 | Diamant                                                                | 400.000   |
| Dänemark (IFPI)              | Gold                                                                   | 45.000    |
| Deutschland (BVMI)           | Gold                                                                   | 200.000   |
| Frankreich (SNEP)            | Diamant                                                                | 333.333   |
| Italien (FIMI)               | 2× Platin                                                              | 100.000   |
| Kanada (MC)                  | 3× Platin                                                              | 240.000   |
| Neuseeland (RMNZ)            | Platin                                                                 | 30.000    |
| Portugal (AFP)               | Platin                                                                 | 10.000    |
| Schweiz (IFPI)               | Gold                                                                   | 10.000    |
| Spanien (Promusicae)         | 4× Platin                                                              | 240.000   |
| Vereinigte Staaten (RIAA)    | 5× Diamant                                                             | 3.000.000 |
| Vereinigtes Königreich (BPI) | Gold                                                                   | 400.000   |
| Insgesamt                    | 4× Gold · 12× Platin · 7× Diamant ·                                    | 5.078.333 |

### Desde el corazón
| Land/Region          | Auszeichnungen für Musikverkäufe (Land/Region, Auszeichnung, Verkäufe) | Verkäufe |
| -------------------- | ---------------------------------------------------------------------- | -------- |
| Spanien (Promusicae) | Gold                                                                   | 20.000   |
| Insgesamt            | 1× Gold ·                                                              | 20.000   |

### Solo de mí
| Land/Region               | Auszeichnungen für Musikverkäufe (Land/Region, Auszeichnung, Verkäufe) | Verkäufe  |
| ------------------------- | ---------------------------------------------------------------------- | --------- |
| Spanien (Promusicae)      | 2× Platin                                                              | 120.000   |
| Vereinigte Staaten (RIAA) | 17× Platin                                                             | 1.020.000 |
| Insgesamt                 | 9× Platin · 1× Diamant ·                                               | 1.140.000 |

### Soltera (Remix)
| Land/Region          | Auszeichnungen für Musikverkäufe (Land/Region, Auszeichnung, Verkäufe) | Verkäufe |
| -------------------- | ---------------------------------------------------------------------- | -------- |
| Spanien (Promusicae) | 5× Platin                                                              | 300.000  |
| Insgesamt            | 5× Platin ·                                                            | 300.000  |

### No me conoce (Remix)
| Land/Region               | Auszeichnungen für Musikverkäufe (Land/Region, Auszeichnung, Verkäufe) | Verkäufe  |
| ------------------------- | ---------------------------------------------------------------------- | --------- |
| Chile (IFPI)              | Platin                                                                 | 120.000   |
| Mexiko (AMPROFON)         | 5× Gold                                                                | 150.000   |
| Vereinigte Staaten (RIAA) | 9× Diamant                                                             | 5.400.000 |
| Insgesamt                 | 1× Gold · 3× Platin · 9× Diamant ·                                     | 5.670.000 |

### Callaíta
| Land/Region          | Auszeichnungen für Musikverkäufe (Land/Region, Auszeichnung, Verkäufe) | Verkäufe |
| -------------------- | ---------------------------------------------------------------------- | -------- |
| Italien (FIMI)       | Platin                                                                 | 70.000   |
| Spanien (Promusicae) | 7× Platin                                                              | 420.000  |
| Insgesamt            | 8× Platin ·                                                            | 490.000  |

### Estámos arriba
| Land/Region          | Auszeichnungen für Musikverkäufe (Land/Region, Auszeichnung, Verkäufe) | Verkäufe |
| -------------------- | ---------------------------------------------------------------------- | -------- |
| Spanien (Promusicae) | Gold                                                                   | 30.000   |
| Insgesamt            | 1× Gold ·                                                              | 30.000   |

### Flor
| Land/Region               | Auszeichnungen für Musikverkäufe (Land/Region, Auszeichnung, Verkäufe) | Verkäufe |
| ------------------------- | ---------------------------------------------------------------------- | -------- |
| Vereinigte Staaten (RIAA) | Gold                                                                   | 30.000   |
| Insgesamt                 | 1× Gold ·                                                              | 30.000   |

### Qué pretendes
| Land/Region               | Auszeichnungen für Musikverkäufe (Land/Region, Auszeichnung, Verkäufe) | Verkäufe |
| ------------------------- | ---------------------------------------------------------------------- | -------- |
| Brasilien (PMB)           | Platin                                                                 | 40.000   |
| Italien (FIMI)            | Gold                                                                   | 50.000   |
| Kolumbien (ASINCOL)       | Gold                                                                   | 10.000   |
| Peru (UNIMPRO)            | Gold                                                                   | 3.000    |
| Portugal (AFP)            | Gold                                                                   | 5.000    |
| Spanien (Promusicae)      | 3× Platin                                                              | 180.000  |
| Vereinigte Staaten (RIAA) | Platin                                                                 | 60.000   |
| Insgesamt                 | 4× Gold · 5× Platin ·                                                  | 348.000  |

### Bellacoso
| Land/Region          | Auszeichnungen für Musikverkäufe (Land/Region, Auszeichnung, Verkäufe) | Verkäufe |
| -------------------- | ---------------------------------------------------------------------- | -------- |
| Mexiko (AMPROFON)    | 4× Platin                                                              | 240.000  |
| Spanien (Promusicae) | Gold                                                                   | 30.000   |
| Insgesamt            | 1× Gold · 4× Platin ·                                                  | 270.000  |

### Kemba Walker
| Land/Region               | Auszeichnungen für Musikverkäufe (Land/Region, Auszeichnung, Verkäufe) | Verkäufe |
| ------------------------- | ---------------------------------------------------------------------- | -------- |
| Mexiko (AMPROFON)         | 7× Gold                                                                | 210.000  |
| Spanien (Promusicae)      | 4× Platin                                                              | 240.000  |
| Vereinigte Staaten (RIAA) | 3× Platin                                                              | 180.000  |
| Insgesamt                 | 1× Gold · 10× Platin ·                                                 | 630.000  |

### Subimos de rango
| Land/Region          | Auszeichnungen für Musikverkäufe (Land/Region, Auszeichnung, Verkäufe) | Verkäufe |
| -------------------- | ---------------------------------------------------------------------- | -------- |
| Spanien (Promusicae) | Platin                                                                 | 60.000   |
| Insgesamt            | 1× Platin ·                                                            | 6.000    |

### Soy el diablo
| Land/Region               | Auszeichnungen für Musikverkäufe (Land/Region, Auszeichnung, Verkäufe) | Verkäufe |
| ------------------------- | ---------------------------------------------------------------------- | -------- |
| Vereinigte Staaten (RIAA) | 4× Platin                                                              | 240.000  |
| Insgesamt                 | 4× Platin ·                                                            | 240.000  |

### Vete
| Land/Region               | Auszeichnungen für Musikverkäufe (Land/Region, Auszeichnung, Verkäufe) | Verkäufe  |
| ------------------------- | ---------------------------------------------------------------------- | --------- |
| Italien (FIMI)            | Gold                                                                   | 50.000    |
| Spanien (Promusicae)      | 4× Platin                                                              | 240.000   |
| Vereinigte Staaten (RIAA) | 27× Platin                                                             | 80.000    |
| Insgesamt                 | 1× Gold · 11× Platin · 2× Diamant ·                                    | 1.910.000 |

### Ignorantes
| Land/Region               | Auszeichnungen für Musikverkäufe (Land/Region, Auszeichnung, Verkäufe) | Verkäufe |
| ------------------------- | ---------------------------------------------------------------------- | -------- |
| Spanien (Promusicae)      | 2× Platin                                                              | 80.000   |
| Vereinigte Staaten (RIAA) | 15× Platin                                                             | 900.000  |
| Insgesamt                 | 2× Platin ·                                                            | 980.000  |

### La difícil
| Land/Region               | Auszeichnungen für Musikverkäufe (Land/Region, Auszeichnung, Verkäufe) | Verkäufe  |
| ------------------------- | ---------------------------------------------------------------------- | --------- |
| Spanien (Promusicae)      | 3× Platin                                                              | 180.000   |
| Vereinigte Staaten (RIAA) | 15× Platin                                                             | 900.000   |
| Insgesamt                 | 3× Platin ·                                                            | 1.080.000 |

### Yo perreo sola
| Land/Region               | Auszeichnungen für Musikverkäufe (Land/Region, Auszeichnung, Verkäufe) | Verkäufe  |
| ------------------------- | ---------------------------------------------------------------------- | --------- |
| Italien (FIMI)            | Gold                                                                   | 50.000    |
| Spanien (Promusicae)      | 3× Platin                                                              | 180.000   |
| Vereinigte Staaten (RIAA) | 24× Platin                                                             | 1.440.000 |
| Insgesamt                 | 1× Gold · 7× Platin · 2× Diamant ·                                     | 1.670.000 |

### Un día (One Day)
| Land/Region               | Auszeichnungen für Musikverkäufe (Land/Region, Auszeichnung, Verkäufe) | Verkäufe  |
| ------------------------- | ---------------------------------------------------------------------- | --------- |
| Australien (ARIA)         | Gold                                                                   | 35.000    |
| Brasilien (PMB)           | 3× Platin                                                              | 120.000   |
| Chile (IFPI)              | Gold                                                                   | 90.000    |
| Italien (FIMI)            | Platin                                                                 | 70.000    |
| Kanada (MC)               | Platin                                                                 | 80.000    |
| Mexiko (AMPROFON)         | Diamant · + 9× Gold                                                    | 570.000   |
| Polen (ZPAV)              | Platin                                                                 | 50.000    |
| Portugal (AFP)            | Platin                                                                 | 10.000    |
| Spanien (Promusicae)      | 3× Platin                                                              | 120.000   |
| Vereinigte Staaten (RIAA) | 15× Platin                                                             | 900.000   |
| Insgesamt                 | 3× Gold · 19× Platin · 2× Diamant ·                                    | 2.045.000 |

### Dákiti
| Land/Region                  | Auszeichnungen für Musikverkäufe (Land/Region, Auszeichnung, Verkäufe) | Verkäufe  |
| ---------------------------- | ---------------------------------------------------------------------- | --------- |
| Frankreich (SNEP)            | Diamant                                                                | 333.333   |
| Italien (FIMI)               | 3× Platin                                                              | 300.000   |
| Neuseeland (RMNZ)            | Gold                                                                   | 15.000    |
| Norwegen (IFPI)              | Gold                                                                   | 30.000    |
| Portugal (AFP)               | 4× Platin                                                              | 40.000    |
| Schweden (IFPI)              | Gold                                                                   | 60.000    |
| Spanien (Promusicae)         | 9× Platin                                                              | 540.000   |
| Vereinigte Staaten (RIAA)    | 24× Platin                                                             | 1.440.000 |
| Vereinigtes Königreich (BPI) | Silber                                                                 | 200.000   |
| Insgesamt                    | 1× Silber · 3× Gold · 20× Platin · 2× Diamant ·                        | 2.958.333 |

### Yonaguni
| Land/Region          | Auszeichnungen für Musikverkäufe (Land/Region, Auszeichnung, Verkäufe) | Verkäufe |
| -------------------- | ---------------------------------------------------------------------- | -------- |
| Italien (FIMI)       | Platin                                                                 | 100.000  |
| Portugal (AFP)       | Platin                                                                 | 10.000   |
| Spanien (Promusicae) | 7× Platin                                                              | 420.000  |
| Insgesamt            | 9× Platin ·                                                            | 530.000  |

### AM (Remix)
| Land/Region               | Auszeichnungen für Musikverkäufe (Land/Region, Auszeichnung, Verkäufe) | Verkäufe  |
| ------------------------- | ---------------------------------------------------------------------- | --------- |
| Spanien (Promusicae)      | 3× Platin                                                              | 120.000   |
| Vereinigte Staaten (RIAA) | 2× Diamant                                                             | 1.200.000 |
| Insgesamt                 | 3× Platin · 2× Diamant ·                                               | 1.320.000 |

### De museo
| Land/Region          | Auszeichnungen für Musikverkäufe (Land/Region, Auszeichnung, Verkäufe) | Verkäufe |
| -------------------- | ---------------------------------------------------------------------- | -------- |
| Spanien (Promusicae) | Gold                                                                   | 30.000   |
| Insgesamt            | 1× Gold ·                                                              | 30.000   |

### Volando (Remix)
| Land/Region          | Auszeichnungen für Musikverkäufe (Land/Region, Auszeichnung, Verkäufe) | Verkäufe |
| -------------------- | ---------------------------------------------------------------------- | -------- |
| Mexiko (AMPROFON)    | 3× Platin                                                              | 420.000  |
| Spanien (Promusicae) | 6× Platin                                                              | 360.000  |
| Insgesamt            | 9× Platin ·                                                            | 780.000  |

### Volví
| Land/Region          | Auszeichnungen für Musikverkäufe (Land/Region, Auszeichnung, Verkäufe) | Verkäufe |
| -------------------- | ---------------------------------------------------------------------- | -------- |
| Italien (FIMI)       | Gold                                                                   | 50.000   |
| Spanien (Promusicae) | 4× Platin                                                              | 240.000  |
| Insgesamt            | 1× Gold · 4× Platin ·                                                  | 290.000  |

### Lo siento BB:/
| Land/Region               | Auszeichnungen für Musikverkäufe (Land/Region, Auszeichnung, Verkäufe) | Verkäufe  |
| ------------------------- | ---------------------------------------------------------------------- | --------- |
| Spanien (Promusicae)      | 2× Platin                                                              | 120.000   |
| Vereinigte Staaten (RIAA) | 31× Platin                                                             | 1.860.000 |
| Insgesamt                 | 3× Platin · 3× Diamant ·                                               | 1.980.000 |

### X Última Vez
| Land/Region               | Auszeichnungen für Musikverkäufe (Land/Region, Auszeichnung, Verkäufe) | Verkäufe |
| ------------------------- | ---------------------------------------------------------------------- | -------- |
| Spanien (Promusicae)      | Platin                                                                 | 60.000   |
| Vereinigte Staaten (RIAA) | 3× Platin                                                              | 180.000  |
| Insgesamt                 | 4× Platin ·                                                            | 240.000  |

### Moscow Mule
| Land/Region          | Auszeichnungen für Musikverkäufe (Land/Region, Auszeichnung, Verkäufe) | Verkäufe |
| -------------------- | ---------------------------------------------------------------------- | -------- |
| Chile (IFPI)         | Diamant                                                                | 400.000  |
| Frankreich (SNEP)    | Gold                                                                   | 100.000  |
| Italien (FIMI)       | Gold                                                                   | 50.000   |
| Portugal (AFP)       | Gold                                                                   | 5.000    |
| Spanien (Promusicae) | 6× Platin                                                              | 360.000  |
| Insgesamt            | 3× Gold · 6× Platin · 1× Diamant ·                                     | 915.000  |

### La jumpa
| Land/Region          | Auszeichnungen für Musikverkäufe (Land/Region, Auszeichnung, Verkäufe) | Verkäufe |
| -------------------- | ---------------------------------------------------------------------- | -------- |
| Spanien (Promusicae) | 6× Platin                                                              | 360.000  |
| Insgesamt            | 6× Platin ·                                                            | 360.000  |

### Gato de Noche
| Land/Region          | Auszeichnungen für Musikverkäufe (Land/Region, Auszeichnung, Verkäufe) | Verkäufe |
| -------------------- | ---------------------------------------------------------------------- | -------- |
| Spanien (Promusicae) | 2× Platin                                                              | 120.000  |
| Insgesamt            | 2× Platin ·                                                            | 120.000  |

### Un x100to
| Land/Region          | Auszeichnungen für Musikverkäufe (Land/Region, Auszeichnung, Verkäufe) | Verkäufe  |
| -------------------- | ---------------------------------------------------------------------- | --------- |
| Mexiko (AMPROFON)    | Diamant · + 7× Gold                                                    | 1.190.000 |
| Spanien (Promusicae) | 2× Platin                                                              | 120.000   |
| Insgesamt            | 1× Gold · 5× Platin · 1× Diamant ·                                     | 1.310.000 |

### Where She Goes
| Land/Region          | Auszeichnungen für Musikverkäufe (Land/Region, Auszeichnung, Verkäufe) | Verkäufe |
| -------------------- | ---------------------------------------------------------------------- | -------- |
| Frankreich (SNEP)    | Gold                                                                   | 100.000  |
| Italien (FIMI)       | 2× Platin                                                              | 200.000  |
| Portugal (AFP)       | 2× Platin                                                              | 20.000   |
| Spanien (Promusicae) | 5× Platin                                                              | 300.000  |
| Insgesamt            | 1× Gold · 9× Platin ·                                                  | 620.000  |

### K-pop
| Land/Region               | Auszeichnungen für Musikverkäufe (Land/Region, Auszeichnung, Verkäufe) | Verkäufe  |
| ------------------------- | ---------------------------------------------------------------------- | --------- |
| Brasilien (PMB)           | Platin                                                                 | 40.000    |
| Italien (FIMI)            | Gold                                                                   | 50.000    |
| Kanada (MC)               | Platin                                                                 | 80.000    |
| Mexiko (AMPROFON)         | Platin                                                                 | 140.000   |
| Polen (ZPAV)              | Gold                                                                   | 25.000    |
| Portugal (AFP)            | Gold                                                                   | 5.000     |
| Schweiz (IFPI)            | Gold                                                                   | 15.000    |
| Spanien (Promusicae)      | Gold                                                                   | 30.000    |
| Südafrika (RISA)          | Gold                                                                   | 20.000    |
| Vereinigte Staaten (RIAA) | Platin                                                                 | 1.000.000 |
| Insgesamt                 | 6× Gold · 4× Platin ·                                                  | 1.405.000 |

### Un Preview
| Land/Region          | Auszeichnungen für Musikverkäufe (Land/Region, Auszeichnung, Verkäufe) | Verkäufe |
| -------------------- | ---------------------------------------------------------------------- | -------- |
| Spanien (Promusicae) | Platin                                                                 | 60.000   |
| Insgesamt            | 1× Platin ·                                                            | 60.000   |

### Monaco
| Land/Region          | Auszeichnungen für Musikverkäufe (Land/Region, Auszeichnung, Verkäufe) | Verkäufe |
| -------------------- | ---------------------------------------------------------------------- | -------- |
| Frankreich (SNEP)    | Gold                                                                   | 100.000  |
| Italien (FIMI)       | Gold                                                                   | 50.000   |
| Portugal (AFP)       | Platin                                                                 | 10.000   |
| Spanien (Promusicae) | 2× Platin                                                              | 120.000  |
| Insgesamt            | 2× Gold · 3× Platin ·                                                  | 280.000  |

### Adivino
| Land/Region               | Auszeichnungen für Musikverkäufe (Land/Region, Auszeichnung, Verkäufe) | Verkäufe |
| ------------------------- | ---------------------------------------------------------------------- | -------- |
| Mexiko (AMPROFON)         | 3× Gold                                                                | 210.000  |
| Spanien (Promusicae)      | 3× Platin                                                              | 180.000  |
| Vereinigte Staaten (RIAA) | 6× Platin                                                              | 360.000  |
| Zentralamerika (CFC)      | 2× Platin                                                              | 140.000  |
| Insgesamt                 | 1× Gold · 12× Platin ·                                                 | 890.000  |

### El clúb
| Land/Region          | Auszeichnungen für Musikverkäufe (Land/Region, Auszeichnung, Verkäufe) | Verkäufe |
| -------------------- | ---------------------------------------------------------------------- | -------- |
| Spanien (Promusicae) | Platin                                                                 | 60.000   |
| Insgesamt            | 1× Platin ·                                                            | 60.000   |

### Pitorro de Coco
| Land/Region          | Auszeichnungen für Musikverkäufe (Land/Region, Auszeichnung, Verkäufe) | Verkäufe |
| -------------------- | ---------------------------------------------------------------------- | -------- |
| Spanien (Promusicae) | Gold                                                                   | 30.000   |
| Insgesamt            | 1× Gold ·                                                              | 30.000   |

### Baile inolvidable
| Land/Region          | Auszeichnungen für Musikverkäufe (Land/Region, Auszeichnung, Verkäufe) | Verkäufe |
| -------------------- | ---------------------------------------------------------------------- | -------- |
| Frankreich (SNEP)    | Gold                                                                   | 100.000  |
| Italien (FIMI)       | Gold                                                                   | 100.000  |
| Portugal (AFP)       | 3× Platin                                                              | 30.000   |
| Spanien (Promusicae) | 3× Platin                                                              | 180.000  |
| Insgesamt            | 2× Gold · 6× Platin ·                                                  | 410.000  |

## Auszeichnungen nach Liedern

### Hoy
| Land/Region          | Auszeichnungen für Musikverkäufe (Land/Region, Auszeichnung, Verkäufe) | Verkäufe |
| -------------------- | ---------------------------------------------------------------------- | -------- |
| Spanien (Promusicae) | Gold                                                                   | 30.000   |
| Insgesamt            | 1× Gold ·                                                              | 30.000   |

### Demaga Ge Gi Go Gu
| Land/Region          | Auszeichnungen für Musikverkäufe (Land/Region, Auszeichnung, Verkäufe) | Verkäufe |
| -------------------- | ---------------------------------------------------------------------- | -------- |
| Spanien (Promusicae) | Gold                                                                   | 30.000   |
| Insgesamt            | 1× Gold ·                                                              | 30.000   |

### Dame Algo
| Land/Region               | Auszeichnungen für Musikverkäufe (Land/Region, Auszeichnung, Verkäufe) | Verkäufe |
| ------------------------- | ---------------------------------------------------------------------- | -------- |
| Mexiko (AMPROFON)         | Platin                                                                 | 60.000   |
| Vereinigte Staaten (RIAA) | 3× Platin                                                              | 180.000  |
| Insgesamt                 | 4× Platin ·                                                            | 240.000  |

### Caro
| Land/Region          | Auszeichnungen für Musikverkäufe (Land/Region, Auszeichnung, Verkäufe) | Verkäufe |
| -------------------- | ---------------------------------------------------------------------- | -------- |
| Spanien (Promusicae) | Platin                                                                 | 60.000   |
| Insgesamt            | 1× Platin ·                                                            | 60.000   |

### Si estuviésemos juntos
| Land/Region          | Auszeichnungen für Musikverkäufe (Land/Region, Auszeichnung, Verkäufe) | Verkäufe |
| -------------------- | ---------------------------------------------------------------------- | -------- |
| Spanien (Promusicae) | 3× Platin                                                              | 180.000  |
| Insgesamt            | 3× Platin ·                                                            | 180.000  |

### La romana
| Land/Region          | Auszeichnungen für Musikverkäufe (Land/Region, Auszeichnung, Verkäufe) | Verkäufe |
| -------------------- | ---------------------------------------------------------------------- | -------- |
| Italien (FIMI)       | Gold                                                                   | 50.000   |
| Spanien (Promusicae) | 2× Platin                                                              | 120.000  |
| Insgesamt            | 1× Gold · 2× Platin ·                                                  | 170.000  |

### 200 MPH
| Land/Region               | Auszeichnungen für Musikverkäufe (Land/Region, Auszeichnung, Verkäufe) | Verkäufe |
| ------------------------- | ---------------------------------------------------------------------- | -------- |
| Spanien (Promusicae)      | Gold                                                                   | 30.000   |
| Vereinigte Staaten (RIAA) | 12× Platin                                                             | 720.000  |
| Insgesamt                 | 1× Gold · 2× Platin · 1× Diamant ·                                     | 750.000  |

### Ni bien ni mal
| Land/Region          | Auszeichnungen für Musikverkäufe (Land/Region, Auszeichnung, Verkäufe) | Verkäufe |
| -------------------- | ---------------------------------------------------------------------- | -------- |
| Italien (FIMI)       | Gold                                                                   | 25.000   |
| Spanien (Promusicae) | 3× Platin                                                              | 180.000  |
| Insgesamt            | 1× Gold · 3× Platin ·                                                  | 205.000  |

### Otra noche en Miami
| Land/Region          | Auszeichnungen für Musikverkäufe (Land/Region, Auszeichnung, Verkäufe) | Verkäufe |
| -------------------- | ---------------------------------------------------------------------- | -------- |
| Spanien (Promusicae) | 2× Platin                                                              | 120.000  |
| Insgesamt            | 2× Platin ·                                                            | 120.000  |

### Cuando perriabas
| Land/Region          | Auszeichnungen für Musikverkäufe (Land/Region, Auszeichnung, Verkäufe) | Verkäufe |
| -------------------- | ---------------------------------------------------------------------- | -------- |
| Spanien (Promusicae) | Gold                                                                   | 30.000   |
| Insgesamt            | 1× Gold ·                                                              | 30.000   |

### Tenemos que hablar
| Land/Region          | Auszeichnungen für Musikverkäufe (Land/Region, Auszeichnung, Verkäufe) | Verkäufe |
| -------------------- | ---------------------------------------------------------------------- | -------- |
| Spanien (Promusicae) | Gold                                                                   | 30.000   |
| Insgesamt            | 1× Gold ·                                                              | 30.000   |

### Como antes
| Land/Region          | Auszeichnungen für Musikverkäufe (Land/Region, Auszeichnung, Verkäufe) | Verkäufe |
| -------------------- | ---------------------------------------------------------------------- | -------- |
| Spanien (Promusicae) | Gold                                                                   | 30.000   |
| Insgesamt            | 1× Gold ·                                                              | 30.000   |

### RLNDT
| Land/Region          | Auszeichnungen für Musikverkäufe (Land/Region, Auszeichnung, Verkäufe) | Verkäufe |
| -------------------- | ---------------------------------------------------------------------- | -------- |
| Spanien (Promusicae) | Gold                                                                   | 30.000   |
| Insgesamt            | 1× Gold ·                                                              | 30.000   |

### ¿Quién Tú Eres?
| Land/Region          | Auszeichnungen für Musikverkäufe (Land/Region, Auszeichnung, Verkäufe) | Verkäufe |
| -------------------- | ---------------------------------------------------------------------- | -------- |
| Spanien (Promusicae) | Gold                                                                   | 30.000   |
| Insgesamt            | 1× Gold ·                                                              | 30.000   |

### La cartera
| Land/Region          | Auszeichnungen für Musikverkäufe (Land/Region, Auszeichnung, Verkäufe) | Verkäufe |
| -------------------- | ---------------------------------------------------------------------- | -------- |
| Mexiko (AMPROFON)    | Platin                                                                 | 60.000   |
| Spanien (Promusicae) | Gold                                                                   | 30.000   |
| Insgesamt            | 1× Gold · 1× Platin ·                                                  | 90.000   |

### La canción
| Land/Region               | Auszeichnungen für Musikverkäufe (Land/Region, Auszeichnung, Verkäufe) | Verkäufe |
| ------------------------- | ---------------------------------------------------------------------- | -------- |
| Brasilien (PMB)           | Platin                                                                 | 40.000   |
| Frankreich (SNEP)         | Gold                                                                   | 100.000  |
| Italien (FIMI)            | Platin                                                                 | 100.000  |
| Portugal (AFP)            | 4× Platin                                                              | 40.000   |
| Spanien (Promusicae)      | 6× Platin                                                              | 360.000  |
| Vereinigte Staaten (RIAA) | Platin                                                                 | 60.000   |
| Insgesamt                 | 1× Gold · 13× Platin ·                                                 | 700.000  |

### Yo le llego
| Land/Region               | Auszeichnungen für Musikverkäufe (Land/Region, Auszeichnung, Verkäufe) | Verkäufe |
| ------------------------- | ---------------------------------------------------------------------- | -------- |
| Spanien (Promusicae)      | Gold                                                                   | 30.000   |
| Vereinigte Staaten (RIAA) | Gold                                                                   | 30.000   |
| Insgesamt                 | 2× Gold ·                                                              | 60.000   |

### Cuidao por ahí
| Land/Region          | Auszeichnungen für Musikverkäufe (Land/Region, Auszeichnung, Verkäufe) | Verkäufe |
| -------------------- | ---------------------------------------------------------------------- | -------- |
| Spanien (Promusicae) | Gold                                                                   | 20.000   |
| Insgesamt            | 1× Gold ·                                                              | 20.000   |

### Mojaita
| Land/Region               | Auszeichnungen für Musikverkäufe (Land/Region, Auszeichnung, Verkäufe) | Verkäufe |
| ------------------------- | ---------------------------------------------------------------------- | -------- |
| Spanien (Promusicae)      | Platin                                                                 | 60.000   |
| Vereinigte Staaten (RIAA) | Gold                                                                   | 30.000   |
| Insgesamt                 | 1× Gold · 1× Platin ·                                                  | 90.000   |

### Un peso
| Land/Region               | Auszeichnungen für Musikverkäufe (Land/Region, Auszeichnung, Verkäufe) | Verkäufe |
| ------------------------- | ---------------------------------------------------------------------- | -------- |
| Spanien (Promusicae)      | Platin                                                                 | 60.000   |
| Vereinigte Staaten (RIAA) | Gold                                                                   | 30.000   |
| Insgesamt                 | 1× Gold · 1× Platin ·                                                  | 90.000   |

### Odio
| Land/Region               | Auszeichnungen für Musikverkäufe (Land/Region, Auszeichnung, Verkäufe) | Verkäufe |
| ------------------------- | ---------------------------------------------------------------------- | -------- |
| Vereinigte Staaten (RIAA) | Gold                                                                   | 30.000   |
| Insgesamt                 | 1× Gold ·                                                              | 30.000   |

### Como un bebé
| Land/Region               | Auszeichnungen für Musikverkäufe (Land/Region, Auszeichnung, Verkäufe) | Verkäufe |
| ------------------------- | ---------------------------------------------------------------------- | -------- |
| Spanien (Promusicae)      | Platin                                                                 | 60.000   |
| Vereinigte Staaten (RIAA) | 5× Platin                                                              | 300.000  |
| Insgesamt                 | 6× Platin ·                                                            | 360.000  |

### Infeliz
| Land/Region               | Auszeichnungen für Musikverkäufe (Land/Region, Auszeichnung, Verkäufe) | Verkäufe |
| ------------------------- | ---------------------------------------------------------------------- | -------- |
| Spanien (Promusicae)      | Platin                                                                 | 60.000   |
| Vereinigte Staaten (RIAA) | 2× Platin                                                              | 120.000  |
| Insgesamt                 | 3× Platin ·                                                            | 180.000  |

### Si veo a tu mamá
| Land/Region               | Auszeichnungen für Musikverkäufe (Land/Region, Auszeichnung, Verkäufe) | Verkäufe  |
| ------------------------- | ---------------------------------------------------------------------- | --------- |
| Spanien (Promusicae)      | 2× Platin                                                              | 120.000   |
| Vereinigte Staaten (RIAA) | 17× Platin                                                             | 1.020.000 |
| Insgesamt                 | 9× Platin · 1× Diamant ·                                               | 1.140.000 |

### Pero ya no
| Land/Region          | Auszeichnungen für Musikverkäufe (Land/Region, Auszeichnung, Verkäufe) | Verkäufe |
| -------------------- | ---------------------------------------------------------------------- | -------- |
| Spanien (Promusicae) | Platin                                                                 | 60.000   |
| Insgesamt            | 1× Platin ·                                                            | 60.000   |

### Hablamos mañana
| Land/Region          | Auszeichnungen für Musikverkäufe (Land/Region, Auszeichnung, Verkäufe) | Verkäufe |
| -------------------- | ---------------------------------------------------------------------- | -------- |
| Spanien (Promusicae) | Platin                                                                 | 60.000   |
| Insgesamt            | 1× Platin ·                                                            | 60.000   |

### Bichiyal
| Land/Region          | Auszeichnungen für Musikverkäufe (Land/Region, Auszeichnung, Verkäufe) | Verkäufe |
| -------------------- | ---------------------------------------------------------------------- | -------- |
| Spanien (Promusicae) | Platin                                                                 | 60.000   |
| Insgesamt            | 1× Platin ·                                                            | 60.000   |

### Una vez
| Land/Region          | Auszeichnungen für Musikverkäufe (Land/Region, Auszeichnung, Verkäufe) | Verkäufe |
| -------------------- | ---------------------------------------------------------------------- | -------- |
| Spanien (Promusicae) | 2× Platin                                                              | 120.000  |
| Insgesamt            | 2× Platin ·                                                            | 120.000  |

### La santa
| Land/Region               | Auszeichnungen für Musikverkäufe (Land/Region, Auszeichnung, Verkäufe) | Verkäufe |
| ------------------------- | ---------------------------------------------------------------------- | -------- |
| Spanien (Promusicae)      | 3× Platin                                                              | 180.000  |
| Vereinigte Staaten (RIAA) | 12× Platin                                                             | 720.000  |
| Insgesamt                 | 5× Platin · 1× Diamant ·                                               | 900.000  |

### Safaera
| Land/Region               | Auszeichnungen für Musikverkäufe (Land/Region, Auszeichnung, Verkäufe) | Verkäufe  |
| ------------------------- | ---------------------------------------------------------------------- | --------- |
| Italien (FIMI)            | Gold                                                                   | 50.000    |
| Spanien (Promusicae)      | 4× Platin                                                              | 240.000   |
| Vereinigte Staaten (RIAA) | 21× Platin                                                             | 1.260.000 |
| Insgesamt                 | 1× Gold · 4× Platin · 2× Diamant ·                                     | 1.550.000 |

### Soliá
| Land/Region          | Auszeichnungen für Musikverkäufe (Land/Region, Auszeichnung, Verkäufe) | Verkäufe |
| -------------------- | ---------------------------------------------------------------------- | -------- |
| Spanien (Promusicae) | Platin                                                                 | 60.000   |
| Insgesamt            | 1× Platin ·                                                            | 60.000   |

### Está cabrón ser yo
| Land/Region          | Auszeichnungen für Musikverkäufe (Land/Region, Auszeichnung, Verkäufe) | Verkäufe |
| -------------------- | ---------------------------------------------------------------------- | -------- |
| Spanien (Promusicae) | Platin                                                                 | 60.000   |
| Insgesamt            | 1× Platin ·                                                            | 60.000   |

### Que malo
| Land/Region          | Auszeichnungen für Musikverkäufe (Land/Region, Auszeichnung, Verkäufe) | Verkäufe |
| -------------------- | ---------------------------------------------------------------------- | -------- |
| Spanien (Promusicae) | Platin                                                                 | 60.000   |
| Insgesamt            | 1× Platin ·                                                            | 60.000   |

### La zona
| Land/Region          | Auszeichnungen für Musikverkäufe (Land/Region, Auszeichnung, Verkäufe) | Verkäufe |
| -------------------- | ---------------------------------------------------------------------- | -------- |
| Spanien (Promusicae) | 2× Platin                                                              | 120.000  |
| Insgesamt            | 2× Platin ·                                                            | 120.000  |

### 25/8
| Land/Region          | Auszeichnungen für Musikverkäufe (Land/Region, Auszeichnung, Verkäufe) | Verkäufe |
| -------------------- | ---------------------------------------------------------------------- | -------- |
| Spanien (Promusicae) | Platin                                                                 | 60.000   |
| Insgesamt            | 1× Platin ·                                                            | 60.000   |

### A tu merced
| Land/Region          | Auszeichnungen für Musikverkäufe (Land/Region, Auszeichnung, Verkäufe) | Verkäufe |
| -------------------- | ---------------------------------------------------------------------- | -------- |
| Spanien (Promusicae) | 2× Platin                                                              | 120.000  |
| Insgesamt            | 2× Platin ·                                                            | 120.000  |

### P FKN R
| Land/Region          | Auszeichnungen für Musikverkäufe (Land/Region, Auszeichnung, Verkäufe) | Verkäufe |
| -------------------- | ---------------------------------------------------------------------- | -------- |
| Spanien (Promusicae) | Gold                                                                   | 30.000   |
| Insgesamt            | 1× Gold ·                                                              | 30.000   |

### <3
| Land/Region          | Auszeichnungen für Musikverkäufe (Land/Region, Auszeichnung, Verkäufe) | Verkäufe |
| -------------------- | ---------------------------------------------------------------------- | -------- |
| Spanien (Promusicae) | Platin                                                                 | 60.000   |
| Insgesamt            | 1× Platin ·                                                            | 60.000   |

### Puesto pa’ guerrial
| Land/Region          | Auszeichnungen für Musikverkäufe (Land/Region, Auszeichnung, Verkäufe) | Verkäufe |
| -------------------- | ---------------------------------------------------------------------- | -------- |
| Spanien (Promusicae) | Gold                                                                   | 30.000   |
| Insgesamt            | 1× Gold ·                                                              | 30.000   |

### Bye me fui
| Land/Region               | Auszeichnungen für Musikverkäufe (Land/Region, Auszeichnung, Verkäufe) | Verkäufe |
| ------------------------- | ---------------------------------------------------------------------- | -------- |
| Spanien (Promusicae)      | Gold                                                                   | 30.000   |
| Vereinigte Staaten (RIAA) | 5× Platin                                                              | 300.000  |
| Insgesamt                 | 1× Gold · 5× Platin ·                                                  | 330.000  |

### Pa’ romperla
| Land/Region               | Auszeichnungen für Musikverkäufe (Land/Region, Auszeichnung, Verkäufe) | Verkäufe |
| ------------------------- | ---------------------------------------------------------------------- | -------- |
| Spanien (Promusicae)      | Platin                                                                 | 40.000   |
| Vereinigte Staaten (RIAA) | 4× Platin                                                              | 240.000  |
| Insgesamt                 | 5× Platin ·                                                            | 280.000  |

### Bad con Nicky
| Land/Region               | Auszeichnungen für Musikverkäufe (Land/Region, Auszeichnung, Verkäufe) | Verkäufe |
| ------------------------- | ---------------------------------------------------------------------- | -------- |
| Spanien (Promusicae)      | Platin                                                                 | 40.000   |
| Vereinigte Staaten (RIAA) | 4× Platin                                                              | 240.000  |
| Insgesamt                 | 5× Platin ·                                                            | 280.000  |

### Canción con Yandel
| Land/Region               | Auszeichnungen für Musikverkäufe (Land/Region, Auszeichnung, Verkäufe) | Verkäufe |
| ------------------------- | ---------------------------------------------------------------------- | -------- |
| Spanien (Promusicae)      | Platin                                                                 | 40.000   |
| Vereinigte Staaten (RIAA) | 4× Platin                                                              | 240.000  |
| Insgesamt                 | 5× Platin ·                                                            | 300.000  |

### Más de una cita
| Land/Region               | Auszeichnungen für Musikverkäufe (Land/Region, Auszeichnung, Verkäufe) | Verkäufe |
| ------------------------- | ---------------------------------------------------------------------- | -------- |
| Spanien (Promusicae)      | Platin                                                                 | 60.000   |
| Vereinigte Staaten (RIAA) | 3× Platin                                                              | 180.000  |
| Insgesamt                 | 4× Platin ·                                                            | 240.000  |

### Bendiciones
| Land/Region          | Auszeichnungen für Musikverkäufe (Land/Region, Auszeichnung, Verkäufe) | Verkäufe |
| -------------------- | ---------------------------------------------------------------------- | -------- |
| Spanien (Promusicae) | Gold                                                                   | 30.000   |
| Insgesamt            | 1× Gold ·                                                              | 30.000   |

### Ronca Freestyle
| Land/Region          | Auszeichnungen für Musikverkäufe (Land/Region, Auszeichnung, Verkäufe) | Verkäufe |
| -------------------- | ---------------------------------------------------------------------- | -------- |
| Spanien (Promusicae) | Gold                                                                   | 30.000   |
| Insgesamt            | 1× Gold ·                                                              | 30.000   |

### Hasta que Dios diga
| Land/Region          | Auszeichnungen für Musikverkäufe (Land/Region, Auszeichnung, Verkäufe) | Verkäufe |
| -------------------- | ---------------------------------------------------------------------- | -------- |
| Italien (FIMI)       | Gold                                                                   | 50.000   |
| Mexiko (AMPROFON)    | Gold                                                                   | 30.000   |
| Spanien (Promusicae) | 5× Platin                                                              | 300.000  |
| Insgesamt            | 2× Gold · 5× Platin ·                                                  | 380.000  |

### Así soy yo
| Land/Region          | Auszeichnungen für Musikverkäufe (Land/Region, Auszeichnung, Verkäufe) | Verkäufe |
| -------------------- | ---------------------------------------------------------------------- | -------- |
| Spanien (Promusicae) | Gold                                                                   | 30.000   |
| Insgesamt            | 1× Gold ·                                                              | 30.000   |

### Yo visto así
| Land/Region          | Auszeichnungen für Musikverkäufe (Land/Region, Auszeichnung, Verkäufe) | Verkäufe |
| -------------------- | ---------------------------------------------------------------------- | -------- |
| Spanien (Promusicae) | Platin                                                                 | 60.000   |
| Insgesamt            | 1× Platin ·                                                            | 60.000   |

### Hoy cobré
| Land/Region          | Auszeichnungen für Musikverkäufe (Land/Region, Auszeichnung, Verkäufe) | Verkäufe |
| -------------------- | ---------------------------------------------------------------------- | -------- |
| Spanien (Promusicae) | Gold                                                                   | 30.000   |
| Insgesamt            | 1× Gold ·                                                              | 30.000   |

### Booker T
| Land/Region          | Auszeichnungen für Musikverkäufe (Land/Region, Auszeichnung, Verkäufe) | Verkäufe |
| -------------------- | ---------------------------------------------------------------------- | -------- |
| Spanien (Promusicae) | Platin                                                                 | 60.000   |
| Insgesamt            | 1× Platin ·                                                            | 60.000   |

### La noche de anoche
| Land/Region          | Auszeichnungen für Musikverkäufe (Land/Region, Auszeichnung, Verkäufe) | Verkäufe |
| -------------------- | ---------------------------------------------------------------------- | -------- |
| Italien (FIMI)       | Gold                                                                   | 35.000   |
| Portugal (AFP)       | Platin                                                                 | 10.000   |
| Spanien (Promusicae) | 5× Platin                                                              | 200.000  |
| Insgesamt            | 1× Gold · 6× Platin ·                                                  | 245.000  |

### Te deseo lo mejor
| Land/Region          | Auszeichnungen für Musikverkäufe (Land/Region, Auszeichnung, Verkäufe) | Verkäufe |
| -------------------- | ---------------------------------------------------------------------- | -------- |
| Spanien (Promusicae) | Gold                                                                   | 30.000   |
| Insgesamt            | 1× Gold ·                                                              | 30.000   |

### Te mudaste
| Land/Region          | Auszeichnungen für Musikverkäufe (Land/Region, Auszeichnung, Verkäufe) | Verkäufe |
| -------------------- | ---------------------------------------------------------------------- | -------- |
| Spanien (Promusicae) | 2× Platin                                                              | 120.000  |
| Insgesamt            | 2× Platin ·                                                            | 120.000  |

### Haciendo que me amas
| Land/Region          | Auszeichnungen für Musikverkäufe (Land/Region, Auszeichnung, Verkäufe) | Verkäufe |
| -------------------- | ---------------------------------------------------------------------- | -------- |
| Spanien (Promusicae) | Platin                                                                 | 60.000   |
| Insgesamt            | 1× Platin ·                                                            | 60.000   |

### Maldita pobreza
| Land/Region          | Auszeichnungen für Musikverkäufe (Land/Region, Auszeichnung, Verkäufe) | Verkäufe |
| -------------------- | ---------------------------------------------------------------------- | -------- |
| Spanien (Promusicae) | Gold                                                                   | 30.000   |
| Insgesamt            | 1× Gold ·                                                              | 30.000   |

### La droga
| Land/Region          | Auszeichnungen für Musikverkäufe (Land/Region, Auszeichnung, Verkäufe) | Verkäufe |
| -------------------- | ---------------------------------------------------------------------- | -------- |
| Spanien (Promusicae) | Platin                                                                 | 60.000   |
| Insgesamt            | 1× Platin ·                                                            | 60.000   |

### Sorry papi
| Land/Region          | Auszeichnungen für Musikverkäufe (Land/Region, Auszeichnung, Verkäufe) | Verkäufe |
| -------------------- | ---------------------------------------------------------------------- | -------- |
| Spanien (Promusicae) | Gold                                                                   | 30.000   |
| Insgesamt            | 1× Gold ·                                                              | 30.000   |

### 120
| Land/Region          | Auszeichnungen für Musikverkäufe (Land/Region, Auszeichnung, Verkäufe) | Verkäufe |
| -------------------- | ---------------------------------------------------------------------- | -------- |
| Spanien (Promusicae) | 3× Platin                                                              | 180.000  |
| Insgesamt            | 3× Platin ·                                                            | 180.000  |

### Antes que se acabe
| Land/Region          | Auszeichnungen für Musikverkäufe (Land/Region, Auszeichnung, Verkäufe) | Verkäufe |
| -------------------- | ---------------------------------------------------------------------- | -------- |
| Spanien (Promusicae) | Gold                                                                   | 30.000   |
| Insgesamt            | 1× Gold ·                                                              | 30.000   |

### Tití me preguntó
| Land/Region          | Auszeichnungen für Musikverkäufe (Land/Region, Auszeichnung, Verkäufe) | Verkäufe  |
| -------------------- | ---------------------------------------------------------------------- | --------- |
| Frankreich (SNEP)    | Platin                                                                 | 200.000   |
| Italien (FIMI)       | 4× Platin                                                              | 400.000   |
| Portugal (AFP)       | 5× Platin                                                              | 50.000    |
| Spanien (Promusicae) | 9× Platin                                                              | 540.000   |
| Insgesamt            | 19× Platin ·                                                           | 1.190.000 |

### Después de la playa
| Land/Region          | Auszeichnungen für Musikverkäufe (Land/Region, Auszeichnung, Verkäufe) | Verkäufe |
| -------------------- | ---------------------------------------------------------------------- | -------- |
| Spanien (Promusicae) | 2× Platin                                                              | 120.000  |
| Insgesamt            | 2× Platin ·                                                            | 120.000  |

### Me Porto Bonito
| Land/Region          | Auszeichnungen für Musikverkäufe (Land/Region, Auszeichnung, Verkäufe) | Verkäufe  |
| -------------------- | ---------------------------------------------------------------------- | --------- |
| Chile (IFPI)         | Diamant                                                                | 400.000   |
| Frankreich (SNEP)    | Gold                                                                   | 100.000   |
| Italien (FIMI)       | Platin                                                                 | 100.000   |
| Portugal (AFP)       | 2× Platin                                                              | 20.000    |
| Spanien (Promusicae) | 8× Platin                                                              | 480.000   |
| Insgesamt            | 1× Gold · 20× Platin · 1× Diamant ·                                    | 1.100.000 |

### Party
| Land/Region          | Auszeichnungen für Musikverkäufe (Land/Region, Auszeichnung, Verkäufe) | Verkäufe |
| -------------------- | ---------------------------------------------------------------------- | -------- |
| Spanien (Promusicae) | 2× Platin                                                              | 120.000  |
| Insgesamt            | 2× Platin ·                                                            | 120.000  |

### Un ratito
| Land/Region          | Auszeichnungen für Musikverkäufe (Land/Region, Auszeichnung, Verkäufe) | Verkäufe |
| -------------------- | ---------------------------------------------------------------------- | -------- |
| Spanien (Promusicae) | 2× Platin                                                              | 120.000  |
| Insgesamt            | 2× Platin ·                                                            | 120.000  |

### Tarot
| Land/Region          | Auszeichnungen für Musikverkäufe (Land/Region, Auszeichnung, Verkäufe) | Verkäufe |
| -------------------- | ---------------------------------------------------------------------- | -------- |
| Italien (FIMI)       | Gold                                                                   | 50.000   |
| Spanien (Promusicae) | 6× Platin                                                              | 360.000  |
| Insgesamt            | 1× Gold · 6× Platin ·                                                  | 410.000  |

### Yo no soy celoso
| Land/Region          | Auszeichnungen für Musikverkäufe (Land/Region, Auszeichnung, Verkäufe) | Verkäufe |
| -------------------- | ---------------------------------------------------------------------- | -------- |
| Spanien (Promusicae) | Platin                                                                 | 60.000   |
| Insgesamt            | 1× Platin ·                                                            | 60.000   |

### Ojitos Lindos
| Land/Region          | Auszeichnungen für Musikverkäufe (Land/Region, Auszeichnung, Verkäufe) | Verkäufe  |
| -------------------- | ---------------------------------------------------------------------- | --------- |
| Chile (IFPI)         | Diamant                                                                | 400.000   |
| Frankreich (SNEP)    | Gold                                                                   | 100.000   |
| Italien (FIMI)       | Platin                                                                 | 100.000   |
| Portugal (AFP)       | Platin                                                                 | 10.000    |
| Spanien (Promusicae) | 8× Platin                                                              | 480.000   |
| Insgesamt            | 1× Gold · 10× Platin · 1× Diamant ·                                    | 1.090.000 |

### Neverita
| Land/Region          | Auszeichnungen für Musikverkäufe (Land/Region, Auszeichnung, Verkäufe) | Verkäufe |
| -------------------- | ---------------------------------------------------------------------- | -------- |
| Spanien (Promusicae) | 3× Platin                                                              | 180.000  |
| Insgesamt            | 3× Platin ·                                                            | 180.000  |

### La corriente
| Land/Region          | Auszeichnungen für Musikverkäufe (Land/Region, Auszeichnung, Verkäufe) | Verkäufe |
| -------------------- | ---------------------------------------------------------------------- | -------- |
| Spanien (Promusicae) | 2× Platin                                                              | 120.000  |
| Insgesamt            | 2× Platin ·                                                            | 120.000  |

### Efecto
| Land/Region          | Auszeichnungen für Musikverkäufe (Land/Region, Auszeichnung, Verkäufe) | Verkäufe |
| -------------------- | ---------------------------------------------------------------------- | -------- |
| Chile (IFPI)         | Diamant                                                                | 400.000  |
| Italien (FIMI)       | Gold                                                                   | 50.000   |
| Spanien (Promusicae) | 4× Platin                                                              | 240.000  |
| Insgesamt            | 1× Gold · 4× Platin · 1× Diamant ·                                     | 690.000  |

### Aguacero
| Land/Region          | Auszeichnungen für Musikverkäufe (Land/Region, Auszeichnung, Verkäufe) | Verkäufe |
| -------------------- | ---------------------------------------------------------------------- | -------- |
| Spanien (Promusicae) | Platin                                                                 | 60.000   |
| Insgesamt            | 1× Platin ·                                                            | 60.000   |

### Dos mil 16
| Land/Region          | Auszeichnungen für Musikverkäufe (Land/Region, Auszeichnung, Verkäufe) | Verkäufe |
| -------------------- | ---------------------------------------------------------------------- | -------- |
| Spanien (Promusicae) | Platin                                                                 | 60.000   |
| Insgesamt            | 1× Platin ·                                                            | 60.000   |

### Otro atardecer
| Land/Region          | Auszeichnungen für Musikverkäufe (Land/Region, Auszeichnung, Verkäufe) | Verkäufe |
| -------------------- | ---------------------------------------------------------------------- | -------- |
| Spanien (Promusicae) | Platin                                                                 | 60.000   |
| Insgesamt            | 1× Platin ·                                                            | 60.000   |

### Andrea
| Land/Region          | Auszeichnungen für Musikverkäufe (Land/Region, Auszeichnung, Verkäufe) | Verkäufe |
| -------------------- | ---------------------------------------------------------------------- | -------- |
| Spanien (Promusicae) | Platin                                                                 | 60.000   |
| Insgesamt            | 1× Platin ·                                                            | 60.000   |

### El apagón
| Land/Region          | Auszeichnungen für Musikverkäufe (Land/Region, Auszeichnung, Verkäufe) | Verkäufe |
| -------------------- | ---------------------------------------------------------------------- | -------- |
| Spanien (Promusicae) | Platin                                                                 | 60.000   |
| Insgesamt            | 1× Platin ·                                                            | 60.000   |

### Un verano sin ti
| Land/Region          | Auszeichnungen für Musikverkäufe (Land/Region, Auszeichnung, Verkäufe) | Verkäufe |
| -------------------- | ---------------------------------------------------------------------- | -------- |
| Spanien (Promusicae) | 2× Platin                                                              | 120.000  |
| Insgesamt            | 2× Platin ·                                                            | 120.000  |

### Un coco
| Land/Region          | Auszeichnungen für Musikverkäufe (Land/Region, Auszeichnung, Verkäufe) | Verkäufe |
| -------------------- | ---------------------------------------------------------------------- | -------- |
| Spanien (Promusicae) | Platin                                                                 | 60.000   |
| Insgesamt            | 1× Platin ·                                                            | 60.000   |

### Me fui de vacaciones
| Land/Region          | Auszeichnungen für Musikverkäufe (Land/Region, Auszeichnung, Verkäufe) | Verkäufe |
| -------------------- | ---------------------------------------------------------------------- | -------- |
| Spanien (Promusicae) | 2× Platin                                                              | 120.000  |
| Insgesamt            | 2× Platin ·                                                            | 120.000  |

### Ensename a bailar
| Land/Region          | Auszeichnungen für Musikverkäufe (Land/Region, Auszeichnung, Verkäufe) | Verkäufe |
| -------------------- | ---------------------------------------------------------------------- | -------- |
| Spanien (Promusicae) | 3× Platin                                                              | 180.000  |
| Insgesamt            | 3× Platin ·                                                            | 180.000  |

### Agosto
| Land/Region          | Auszeichnungen für Musikverkäufe (Land/Region, Auszeichnung, Verkäufe) | Verkäufe |
| -------------------- | ---------------------------------------------------------------------- | -------- |
| Spanien (Promusicae) | Platin                                                                 | 60.000   |
| Insgesamt            | 1× Platin ·                                                            | 60.000   |

### Tormenta
| Land/Region          | Auszeichnungen für Musikverkäufe (Land/Region, Auszeichnung, Verkäufe) | Verkäufe |
| -------------------- | ---------------------------------------------------------------------- | -------- |
| Spanien (Promusicae) | Gold                                                                   | 30.000   |
| Insgesamt            | 1× Gold ·                                                              | 30.000   |

### Coco Chanel
| Land/Region          | Auszeichnungen für Musikverkäufe (Land/Region, Auszeichnung, Verkäufe) | Verkäufe |
| -------------------- | ---------------------------------------------------------------------- | -------- |
| Spanien (Promusicae) | 4× Platin                                                              | 240.000  |
| Insgesamt            | 4× Platin ·                                                            | 240.000  |

### Mojabi Ghost
| Land/Region          | Auszeichnungen für Musikverkäufe (Land/Region, Auszeichnung, Verkäufe) | Verkäufe |
| -------------------- | ---------------------------------------------------------------------- | -------- |
| Spanien (Promusicae) | 2× Platin                                                              | 120.000  |
| Insgesamt            | 2× Platin ·                                                            | 120.000  |

### Gently
| Land/Region          | Auszeichnungen für Musikverkäufe (Land/Region, Auszeichnung, Verkäufe) | Verkäufe |
| -------------------- | ---------------------------------------------------------------------- | -------- |
| Spanien (Promusicae) | Gold                                                                   | 30.000   |
| Zentralamerika (CFC) | Gold                                                                   | 35.000   |
| Insgesamt            | 2× Gold ·                                                              | 65.000   |

### Perro negro
| Land/Region          | Auszeichnungen für Musikverkäufe (Land/Region, Auszeichnung, Verkäufe) | Verkäufe |
| -------------------- | ---------------------------------------------------------------------- | -------- |
| Italien (FIMI)       | Gold                                                                   | 50.000   |
| Spanien (Promusicae) | 5× Platin                                                              | 300.000  |
| Insgesamt            | 1× Gold · 5× Platin ·                                                  | 350.000  |

### Hibiki
| Land/Region          | Auszeichnungen für Musikverkäufe (Land/Region, Auszeichnung, Verkäufe) | Verkäufe |
| -------------------- | ---------------------------------------------------------------------- | -------- |
| Spanien (Promusicae) | Platin                                                                 | 60.000   |
| Insgesamt            | 1× Platin ·                                                            | 60.000   |

### Fina
| Land/Region          | Auszeichnungen für Musikverkäufe (Land/Region, Auszeichnung, Verkäufe) | Verkäufe |
| -------------------- | ---------------------------------------------------------------------- | -------- |
| Spanien (Promusicae) | Platin                                                                 | 60.000   |
| Insgesamt            | 1× Platin ·                                                            | 60.000   |

### Nadie sabe
| Land/Region          | Auszeichnungen für Musikverkäufe (Land/Region, Auszeichnung, Verkäufe) | Verkäufe |
| -------------------- | ---------------------------------------------------------------------- | -------- |
| Spanien (Promusicae) | Gold                                                                   | 30.000   |
| Insgesamt            | 1× Gold ·                                                              | 30.000   |

### Teléfono nuevo
| Land/Region          | Auszeichnungen für Musikverkäufe (Land/Region, Auszeichnung, Verkäufe) | Verkäufe |
| -------------------- | ---------------------------------------------------------------------- | -------- |
| Spanien (Promusicae) | Gold                                                                   | 30.000   |
| Insgesamt            | 1× Gold ·                                                              | 30.000   |

### Mr. October
| Land/Region          | Auszeichnungen für Musikverkäufe (Land/Region, Auszeichnung, Verkäufe) | Verkäufe |
| -------------------- | ---------------------------------------------------------------------- | -------- |
| Spanien (Promusicae) | Gold                                                                   | 30.000   |
| Insgesamt            | 1× Gold ·                                                              | 30.000   |

### Seda
| Land/Region          | Auszeichnungen für Musikverkäufe (Land/Region, Auszeichnung, Verkäufe) | Verkäufe |
| -------------------- | ---------------------------------------------------------------------- | -------- |
| Spanien (Promusicae) | 2× Platin                                                              | 120.000  |
| Insgesamt            | 2× Platin ·                                                            | 120.000  |

### Baby Nueva
| Land/Region          | Auszeichnungen für Musikverkäufe (Land/Region, Auszeichnung, Verkäufe) | Verkäufe |
| -------------------- | ---------------------------------------------------------------------- | -------- |
| Spanien (Promusicae) | Gold                                                                   | 30.000   |
| Insgesamt            | 1× Gold ·                                                              | 30.000   |

### Thunder y Lightning
| Land/Region          | Auszeichnungen für Musikverkäufe (Land/Region, Auszeichnung, Verkäufe) | Verkäufe |
| -------------------- | ---------------------------------------------------------------------- | -------- |
| Spanien (Promusicae) | Platin                                                                 | 60.000   |
| Insgesamt            | 1× Platin ·                                                            | 60.000   |

### Cybertruck
| Land/Region          | Auszeichnungen für Musikverkäufe (Land/Region, Auszeichnung, Verkäufe) | Verkäufe |
| -------------------- | ---------------------------------------------------------------------- | -------- |
| Spanien (Promusicae) | Gold                                                                   | 30.000   |
| Insgesamt            | 1× Gold ·                                                              | 30.000   |

### Gracias por nada
| Land/Region          | Auszeichnungen für Musikverkäufe (Land/Region, Auszeichnung, Verkäufe) | Verkäufe |
| -------------------- | ---------------------------------------------------------------------- | -------- |
| Spanien (Promusicae) | Gold                                                                   | 30.000   |
| Insgesamt            | 1× Gold ·                                                              | 30.000   |

### Acho PR
| Land/Region          | Auszeichnungen für Musikverkäufe (Land/Region, Auszeichnung, Verkäufe) | Verkäufe |
| -------------------- | ---------------------------------------------------------------------- | -------- |
| Spanien (Promusicae) | Gold                                                                   | 30.000   |
| Insgesamt            | 1× Gold ·                                                              | 30.000   |

### Mercedes Carota
| Land/Region          | Auszeichnungen für Musikverkäufe (Land/Region, Auszeichnung, Verkäufe) | Verkäufe |
| -------------------- | ---------------------------------------------------------------------- | -------- |
| Spanien (Promusicae) | Gold                                                                   | 30.000   |
| Insgesamt            | 1× Gold ·                                                              | 30.000   |

### Los Pits
| Land/Region          | Auszeichnungen für Musikverkäufe (Land/Region, Auszeichnung, Verkäufe) | Verkäufe |
| -------------------- | ---------------------------------------------------------------------- | -------- |
| Spanien (Promusicae) | Gold                                                                   | 30.000   |
| Insgesamt            | 1× Gold ·                                                              | 30.000   |

### No me quiero casar
| Land/Region          | Auszeichnungen für Musikverkäufe (Land/Region, Auszeichnung, Verkäufe) | Verkäufe |
| -------------------- | ---------------------------------------------------------------------- | -------- |
| Spanien (Promusicae) | Platin                                                                 | 60.000   |
| Insgesamt            | 1× Platin ·                                                            | 60.000   |

### Vuelve Candy B
| Land/Region          | Auszeichnungen für Musikverkäufe (Land/Region, Auszeichnung, Verkäufe) | Verkäufe |
| -------------------- | ---------------------------------------------------------------------- | -------- |
| Spanien (Promusicae) | Gold                                                                   | 30.000   |
| Insgesamt            | 1× Gold ·                                                              | 30.000   |

### Que pasaría…
| Land/Region               | Auszeichnungen für Musikverkäufe (Land/Region, Auszeichnung, Verkäufe) | Verkäufe |
| ------------------------- | ---------------------------------------------------------------------- | -------- |
| Mexiko (AMPROFON)         | Platin                                                                 | 140.000  |
| Portugal (AFP)            | Platin                                                                 | 10.000   |
| Spanien (Promusicae)      | 2× Platin                                                              | 120.000  |
| Vereinigte Staaten (RIAA) | Gold                                                                   | 30.000   |
| Zentralamerika (CFC)      | 3× Platin                                                              | 210.000  |
| Insgesamt                 | 1× Gold · 7× Platin ·                                                  | 510.000  |

### Nuevayol
| Land/Region          | Auszeichnungen für Musikverkäufe (Land/Region, Auszeichnung, Verkäufe) | Verkäufe |
| -------------------- | ---------------------------------------------------------------------- | -------- |
| Belgien (BRMA)       | Gold                                                                   | 20.000   |
| Frankreich (SNEP)    | Platin                                                                 | 200.000  |
| Griechenland (IFPI)  | Gold                                                                   | 10.000   |
| Italien (FIMI)       | Gold                                                                   | 100.000  |
| Portugal (AFP)       | 3× Platin                                                              | 30.000   |
| Spanien (Promusicae) | 3× Platin                                                              | 180.000  |
| Insgesamt            | 3× Gold · 7× Platin ·                                                  | 540.000  |

### Voy a llevarte pa’ PR
| Land/Region          | Auszeichnungen für Musikverkäufe (Land/Region, Auszeichnung, Verkäufe) | Verkäufe |
| -------------------- | ---------------------------------------------------------------------- | -------- |
| Frankreich (SNEP)    | Gold                                                                   | 100.000  |
| Italien (FIMI)       | Gold                                                                   | 100.000  |
| Portugal (AFP)       | Platin                                                                 | 10.000   |
| Spanien (Promusicae) | 2× Platin                                                              | 120.000  |
| Insgesamt            | 2× Gold · 3× Platin ·                                                  | 330.000  |

### DTMF
| Land/Region          | Auszeichnungen für Musikverkäufe (Land/Region, Auszeichnung, Verkäufe) | Verkäufe |
| -------------------- | ---------------------------------------------------------------------- | -------- |
| Belgien (BRMA)       | Platin                                                                 | 40.000   |
| Frankreich (SNEP)    | Diamant                                                                | 333.333  |
| Griechenland (IFPI)  | Gold                                                                   | 10.000   |
| Italien (FIMI)       | Platin                                                                 | 200.000  |
| Portugal (AFP)       | 5× Platin                                                              | 50.000   |
| Spanien (Promusicae) | 3× Platin                                                              | 180.000  |
| Insgesamt            | 1× Gold · 10× Platin · 1× Diamant ·                                    | 813.333  |

### Veldá
| Land/Region          | Auszeichnungen für Musikverkäufe (Land/Region, Auszeichnung, Verkäufe) | Verkäufe |
| -------------------- | ---------------------------------------------------------------------- | -------- |
| Spanien (Promusicae) | 2× Platin                                                              | 120.000  |
| Insgesamt            | 2× Platin ·                                                            | 120.000  |

### Perfumito nuevo
| Land/Region          | Auszeichnungen für Musikverkäufe (Land/Region, Auszeichnung, Verkäufe) | Verkäufe |
| -------------------- | ---------------------------------------------------------------------- | -------- |
| Spanien (Promusicae) | Platin                                                                 | 60.000   |
| Insgesamt            | 1× Platin ·                                                            | 60.000   |

### Weltita
| Land/Region          | Auszeichnungen für Musikverkäufe (Land/Region, Auszeichnung, Verkäufe) | Verkäufe |
| -------------------- | ---------------------------------------------------------------------- | -------- |
| Spanien (Promusicae) | Platin                                                                 | 60.000   |
| Insgesamt            | 1× Platin ·                                                            | 60.000   |

### EOO
| Land/Region          | Auszeichnungen für Musikverkäufe (Land/Region, Auszeichnung, Verkäufe) | Verkäufe |
| -------------------- | ---------------------------------------------------------------------- | -------- |
| Portugal (AFP)       | Platin                                                                 | 10.000   |
| Spanien (Promusicae) | Platin                                                                 | 60.000   |
| Insgesamt            | 2× Platin ·                                                            | 70.000   |

### Ketu tecré
| Land/Region          | Auszeichnungen für Musikverkäufe (Land/Region, Auszeichnung, Verkäufe) | Verkäufe |
| -------------------- | ---------------------------------------------------------------------- | -------- |
| Spanien (Promusicae) | Gold                                                                   | 30.000   |
| Insgesamt            | 1× Gold ·                                                              | 30.000   |

### Kloufrens
| Land/Region          | Auszeichnungen für Musikverkäufe (Land/Region, Auszeichnung, Verkäufe) | Verkäufe |
| -------------------- | ---------------------------------------------------------------------- | -------- |
| Spanien (Promusicae) | Platin                                                                 | 60.000   |
| Insgesamt            | 1× Platin ·                                                            | 60.000   |

### Bokete
| Land/Region          | Auszeichnungen für Musikverkäufe (Land/Region, Auszeichnung, Verkäufe) | Verkäufe |
| -------------------- | ---------------------------------------------------------------------- | -------- |
| Spanien (Promusicae) | Gold                                                                   | 30.000   |
| Insgesamt            | 1× Gold ·                                                              | 30.000   |

### Turista
| Land/Region          | Auszeichnungen für Musikverkäufe (Land/Region, Auszeichnung, Verkäufe) | Verkäufe |
| -------------------- | ---------------------------------------------------------------------- | -------- |
| Spanien (Promusicae) | Gold                                                                   | 30.000   |
| Insgesamt            | 1× Gold ·                                                              | 30.000   |

### Café con Ron
| Land/Region          | Auszeichnungen für Musikverkäufe (Land/Region, Auszeichnung, Verkäufe) | Verkäufe |
| -------------------- | ---------------------------------------------------------------------- | -------- |
| Spanien (Promusicae) | Platin                                                                 | 60.000   |
| Insgesamt            | 1× Platin ·                                                            | 60.000   |

### Lo que le pasó a Hawaii
| Land/Region          | Auszeichnungen für Musikverkäufe (Land/Region, Auszeichnung, Verkäufe) | Verkäufe |
| -------------------- | ---------------------------------------------------------------------- | -------- |
| Spanien (Promusicae) | Gold                                                                   | 30.000   |
| Insgesamt            | 1× Gold ·                                                              | 30.000   |

### La mudanza
| Land/Region          | Auszeichnungen für Musikverkäufe (Land/Region, Auszeichnung, Verkäufe) | Verkäufe |
| -------------------- | ---------------------------------------------------------------------- | -------- |
| Spanien (Promusicae) | Gold                                                                   | 30.000   |
| Insgesamt            | 1× Gold ·                                                              | 30.000   |

## Statistik und Quellen
| Land/RegionAuszeichnungen für Musikverkäufe (Land/Region, Auszeichnungen, Verkäufe, Quellen) | Silber     | Gold         | Platin         | Diamant       | Verkäufe   | Quellen             |
| -------------------------------------------------------------------------------------------- | ---------- | ------------ | -------------- | ------------- | ---------- | ------------------- |
| Argentinien (CAPIF)                                                                          | —          | 2× Gold2     | —              | —             | 20.000     | Einzelnachweise     |
| Australien (ARIA)                                                                            | —          | Gold1        | 9× Platin9     | —             | 665.000    | aria.com.au         |
| Belgien (BRMA)                                                                               | —          | 2× Gold2     | Platin1        | —             | 80.000     | ultratop.be         |
| Brasilien (PMB)                                                                              | —          | —            | 7× Platin7     | —             | 280.000    | pro-musicabr.org.br |
| Chile (IFPI)                                                                                 | —          | 2× Gold2     | 2× Platin2     | 5× Diamant5   | 2.330.000  | profovi.cl CL2      |
| Dänemark (IFPI)                                                                              | —          | 2× Gold2     | Platin1        | —             | 145.000    | ifpi.dk             |
| Deutschland (BVMI)                                                                           | —          | Gold1        | Platin1        | —             | 600.000    | musikindustrie.de   |
| Ecuador (SOPROFON)                                                                           | —          | Gold1        | —              | —             | 3.000      | Einzelnachweise     |
| Frankreich (SNEP)                                                                            | —          | 9× Gold9     | 4× Platin4     | 4× Diamant4   | 2.833.332  | snepmusique.com     |
| Griechenland (IFPI)                                                                          | —          | 2× Gold2     | —              | —             | 20.000     | Einzelnachweise     |
| Italien (FIMI)                                                                               | —          | 27× Gold27   | 25× Platin25   | —             | 3.290.000  | fimi.it             |
| Kanada (MC)                                                                                  | —          | —            | 5× Platin5     | Diamant1      | 1.240.000  | musiccanada.com     |
| Kolumbien (ASINCOL)                                                                          | —          | 3× Gold3     | Platin1        | —             | 40.000     | Einzelnachweise     |
| Mexiko (AMPROFON)                                                                            | —          | 8× Gold8     | 38× Platin38   | 5× Diamant5   | 5.700.000  | amprofon.com.mx     |
| Neuseeland (RMNZ)                                                                            | —          | Gold1        | 5× Platin5     | —             | 165.000    | radioscope.co.nz    |
| Norwegen (IFPI)                                                                              | —          | Gold1        | Platin1        | —             | 90.000     | ifpi.no NO2         |
| Österreich (IFPI)                                                                            | —          | —            | Platin1        | —             | 30.000     | ifpi.at             |
| Peru (UNIMPRO)                                                                               | —          | 2× Gold2     | 14× Platin14   | —             | 90.000     | Einzelnachweise     |
| Polen (ZPAV)                                                                                 | —          | Gold1        | 9× Platin9     | —             | 295.000    | olis.pl             |
| Portugal (AFP)                                                                               | —          | 4× Gold4     | 40× Platin40   | —             | 420.000    | Einzelnachweise     |
| Schweden (IFPI)                                                                              | —          | Gold1        | —              | —             | 60.000     | Einzelnachweise     |
| Schweiz (IFPI)                                                                               | —          | 3× Gold3     | 2× Platin2     | —             | 75.000     | hitparade.ch        |
| Spanien (Promusicae)                                                                         | —          | 50× Gold50   | 363× Platin363 | —             | 22.650.000 | elportaldemusica.es |
| Südafrika (RISA)                                                                             | —          | Gold1        | —              | —             | 20.000     | Einzelnachweise     |
| Uruguay (CUD)                                                                                | —          | —            | Platin1        | —             | 3.000      | Einzelnachweise     |
| Vereinigte Staaten (RIAA)                                                                    | —          | 18× Gold18   | 207× Platin207 | 67× Diamant67 | 65.720.000 | riaa.com            |
| Vereinigtes Königreich (BPI)                                                                 | 2× Silber2 | Gold1        | 3× Platin3     | —             | 2.460.000  | bpi.co.uk           |
| Zentralamerika (CFC)                                                                         | —          | Gold1        | 5× Platin5     | —             | 385.000    | cfc-musica.com      |
| Insgesamt                                                                                    | 2× Silber2 | 144× Gold144 | 745× Platin745 | 82× Diamant82 |            |                     |